# Liste bekannter Kurgäste in Bad Kissingen

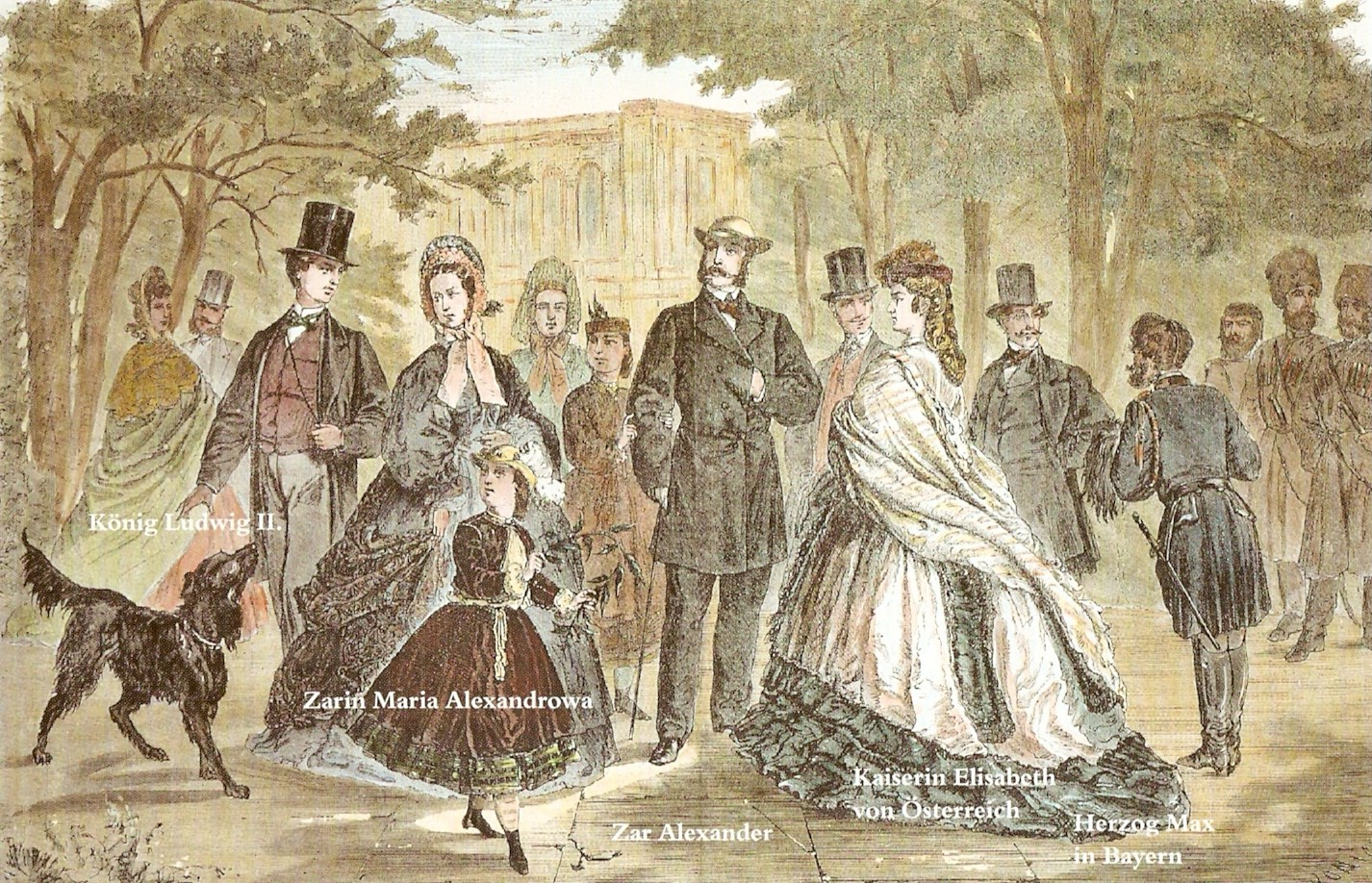
Erste „Kaiserkur“ in Bad Kissingen (1864) (im Kurgarten vor dem Arkadenbau promenieren von links: König Ludwig II. von Bayern, Zarin Maria Alexandrowa von Russland, ihr Ehemann Zar Alexander II. von Russland, Kaiserin Elisabeth (Sisi) von Österreich-Ungarn und Herzog Max in Bayern)

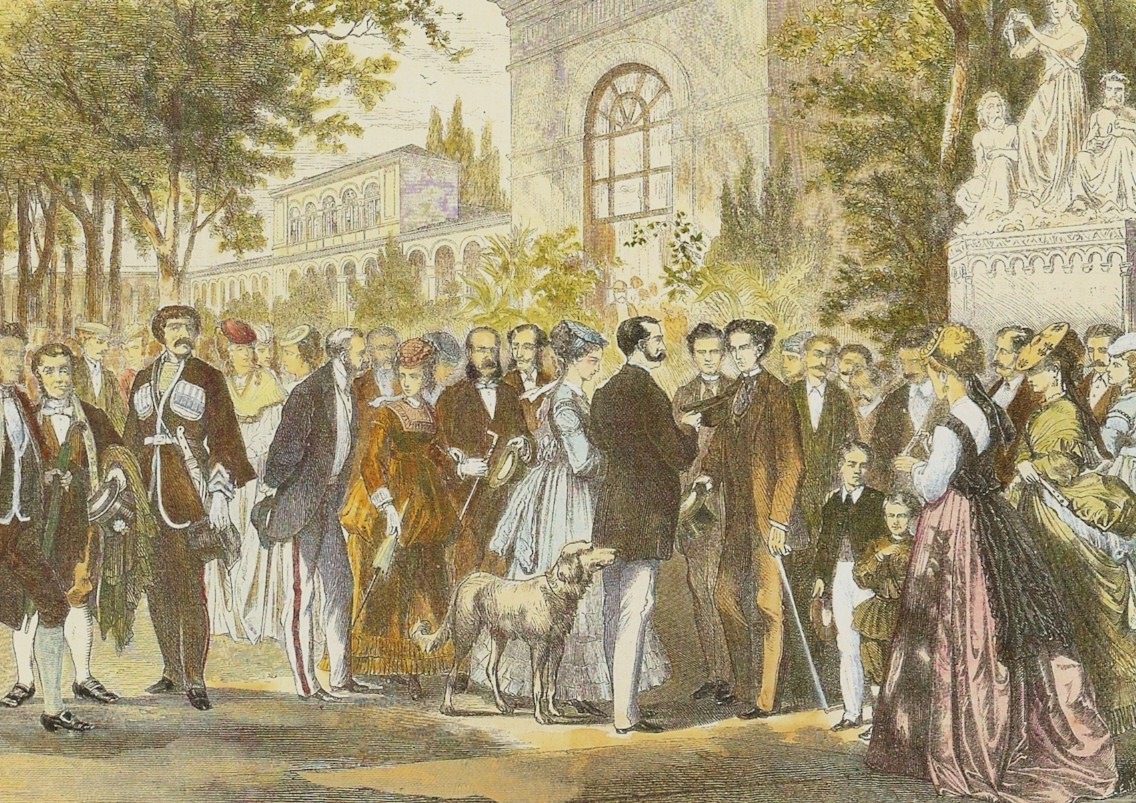
Zweite „Kaiserkur“ in Bad Kissingen (1868) (Vor dem Arkadenbau begrüßen sich König Ludwig II. von Bayern (mit Stock) und (vor ihm mit Hut in der Hand) Zar Alexander II. von Russland)

Die Heilquellen des bayerischen Staatsbades Bad Kissingen, das allerdings erst am 24. April 1883 durch König Ludwig II. zum Bad erhoben wurde, sind schon seit dem Jahr 823 bekannt. Mit Dietrich von Thüngen (1476–1540), Domherr in Würzburg, wurde im Jahr 1520 der erste Kurgast dokumentiert. Schon 1565 rühmte Thomas Erastus (1524–1583), der aus der Schweiz stammende Leibarzt des Grafen von Henneberg, die Heilkraft des Kissinger Sauerbrunnens (heute: Maxbrunnen) für den regelmäßigen Kurbesuch.
Im Laufe der folgenden fünf Jahrhunderte wurde die Kurstadt von zahlreichen prominenten Gästen aus aller Welt besucht. Besonders in der zweiten Hälfte des 19. Jahrhunderts erlangte Bad Kissingen seinen Ruhm als „Weltbad“, als sich die „Reichen und Schönen“ der damaligen Zeit dort trafen und es für den Adel und das wohlhabende Bürgertum zum gesellschaftlichen Status gehörte, hin und wieder oder sogar regelmäßig seine Sommerfrische in Bad Kissingen zu verbringen. Man wollte hier nicht nur etwas für seine Gesundheit tun, sondern vor allem auch andere sehen und selbst gesehen werden. So offerierte Karl August Varnhagen von Ense, bekannter Literat und Chronist seiner Zeit, am 24. Juli 1840 am Kissinger Brunnen der württembergischen Königin Pauline, er wolle gern die Kissinger Kurliste mit eigenen Anmerkungen herausgeben: Wer hier gewesen sei, würde es gern haben wollen, und wer nicht hier gewesen sei, nicht minder.

## Berühmte Kurgäste der Stadt Bad Kissingen (mit Jahresangabe)
Hinweise:
- Die Auflistung erfolgt chronologisch nach dem Jahr des ersten Besuchs oder nach der ersten Erwähnung.

### 1501 bis 1700

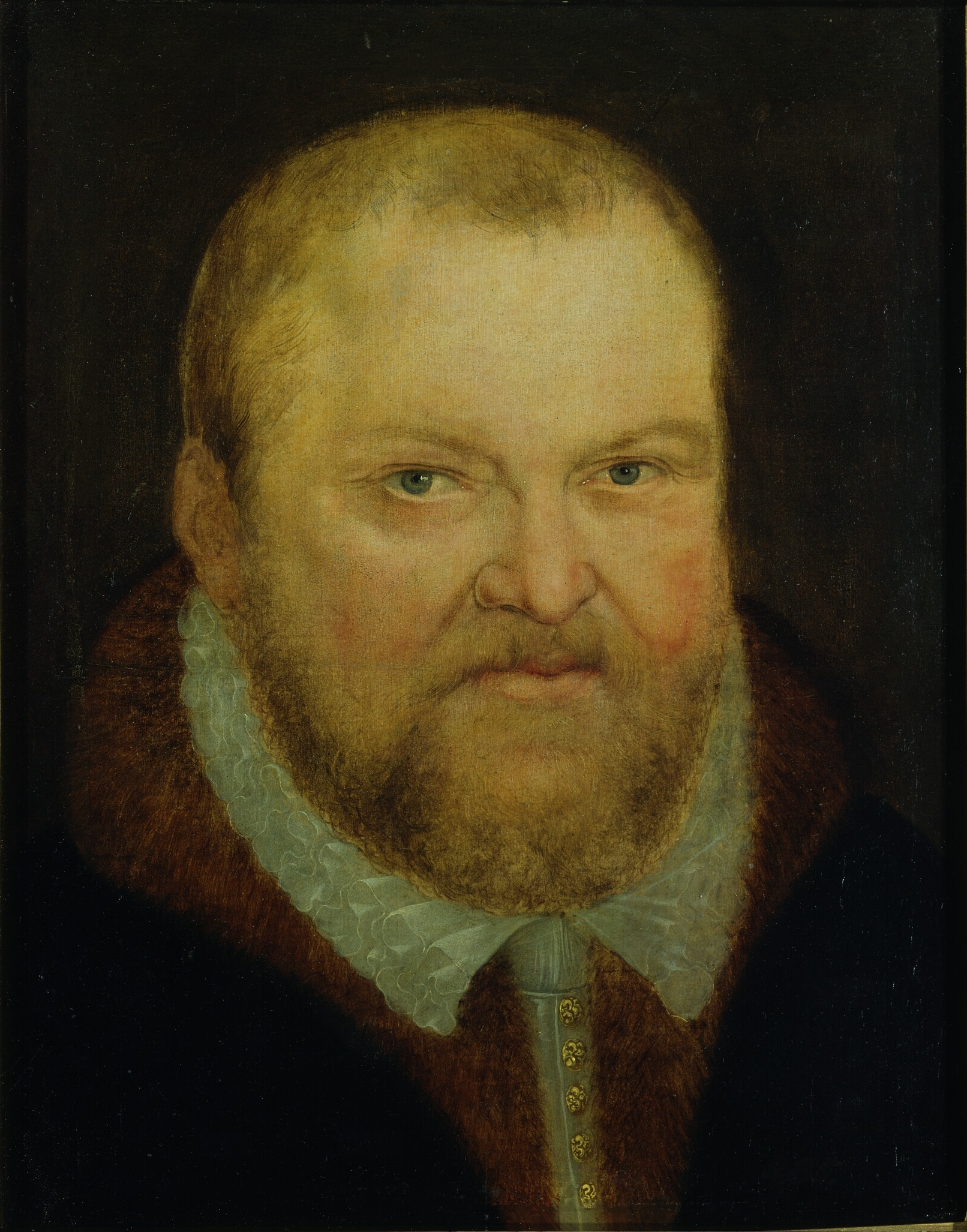
August von Sachsen

- 1520: Dietrich von Thüngen (1476–1540), Domherr des Würzburger Domstifts und später Propst des Stifts Neumünster, erster nachweislich dokumentierter Kurgast Bad Kissingens: „1520 Sabatho post marci. Eodem die hat herr Dietrich von Tungen gebeten licentiam ad balneum gein Kissingen. Ist im erlewbt laut der form und wy es herkommen.“[2]
- 1573: Georg Ernst Graf von Henneberg (1511–1583), letzter Herr der Grafschaft Henneberg, kam in den Jahren 1575, 1576, 1577 und 1581. Zu seiner Begleitung gehörte eine 30-köpfige Dienerschaft wie z. B. zwei Jungfrauen, zwei Kammermägde, zwei Pagen, ein Marschall, vier Junker, drei Kammerbuben, ein Leibarzt, ein Hofprediger, ein Sekretär, ein Kopist, zwei Barbiere, ein Schneider, ein Koch, ein Küchenjunge, ein Kellner, ein Stallknecht, ein Trossknecht und zwei Laufbuben
- 1573: Thomas Erastus (1524–1583), Professor zu Heidelberg und Leibarzt des Grafen von Henneberg, kam mindestens in den Jahren 1573 und 1576.
- o. J.: August von Sachsen (1526–1586), Kurfürst von Sachsen
- 1589: Johannes Wittich (1537–1596), Leibarzt der Grafen von Schwarzburg und Stadtphysicus in Arnstadt, war in oder vor 1589 in Kissingen. Er veröffentlichte in diesem Jahr sein Buch Aphoristischer Extract Und kurtzer Bericht, des mineralischen Sauerbruns zu Kissingen, im Fürstenthumb Francken, von seiner Krafft und Wirckunge. Darin behandelte er alle wesentlichen Fragen, die im Zusammenhang mit einem Kurbesuch in Kissingen auftauchen könnten.
- o. J.: Albrecht VII. Graf von Schwarzburg (1537–1605), Stammvater der fürstlich schwarzburg-rudolstädtischen Linie
- 1593: Lupold von Wedel (1544–1612/1615), ein deutscher Reiseschriftsteller, bereiste im Jahr 1593 Franken und muss sich in dieser Zeit auch in Kissingen aufgehalten haben. Jedenfalls stammt aus dem Jahr 1608 seine Beschreibung des Badeortes: „… dieses Wasser nennet man den Saurbrunnen >heute Maxbrunnen<, wird von vielen Fursten weit geholet und getrunken …“ - „… wie auch Fursten, Grafen, auch viele mittel und nieder Standes den Sommer uber hier liegen, baden und trinken …“
- 1595: Gottfried Steegh (1550–1609), niederländischer Mediziner und Leibarzt des Fürstbischofs Julius Echter von Mespelbrunn, war in oder vor 1595 im Kurort. Er veröffentlichte in diesem Jahr sein Buch Descriptio fontis medicati Kissingensis.[3]
- 1603: Des „Juden Gumpen Frau aus Oberthulba“, lt. Bürgermeisterrechnung von 1603/04, dürfte der erste jüdische Kurgast Kissingens gewesen sein.
- 1606: Herzog Hans Adolf von Coburg kam in Begleitung von sieben „berittenen Mannen“ nach Kissingen.
- 1645: Johann Lorenz Bausch (1605–1665), Stadtphysicus und Mitbegründer der „Leopoldina“ zu Schweinfurt, begleitet Sylvanus Späth, den Abt des Benediktinerklosters Münsterschwarzach, zur Trink- und Badekur nach Kissingen.

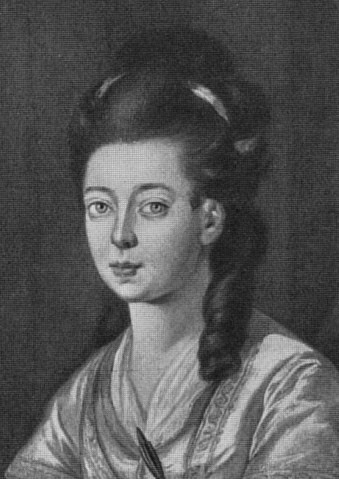
Luise von Hessen-Darmstadt

### 1701 bis 1800
- 1701: Burkard Bausch (1656–um 1721/23), Mönch und Chronist des fränkischen Benediktinerklosters Münsterschwarzach, kam zwischen 1701 und 1717 sechs Mal zur Bade- und Trinkkur nach Kissingen. Im Jahr 1713 zahlte man für Unterkunft je Woche 1 Imperial (= 18 fränkische Batzen), für Verpflegung je Tag 6 Batzen (= knapp 2 Imperial pro Woche) und für ein Bad 2 Batzen.
- 1744: Valentin Rathgeber (1682–1750), Theologe, Komponist, Organist und Chorleiter des Barock; er war einer der beliebtesten und angesehensten Komponisten im süddeutschen Raum.
- 1797: Luise von Hessen-Darmstadt (1757–1830), Großherzogin von Sachsen-Weimar, die Mutter des Großherzogs Carl Friedrich „ist nach Kissingen“, wie Johann Wolfgang von Goethe am 14. Juli 1797 aus Weimar an Johann Heinrich Meyer schreibt.

### 1811 bis 1820

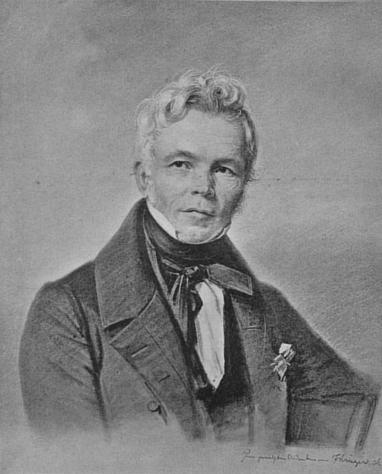
Karl Friedrich Schinkel (1836)

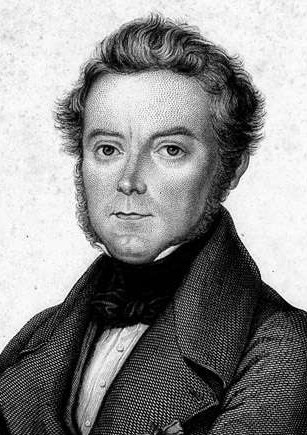
Robert von Mohl

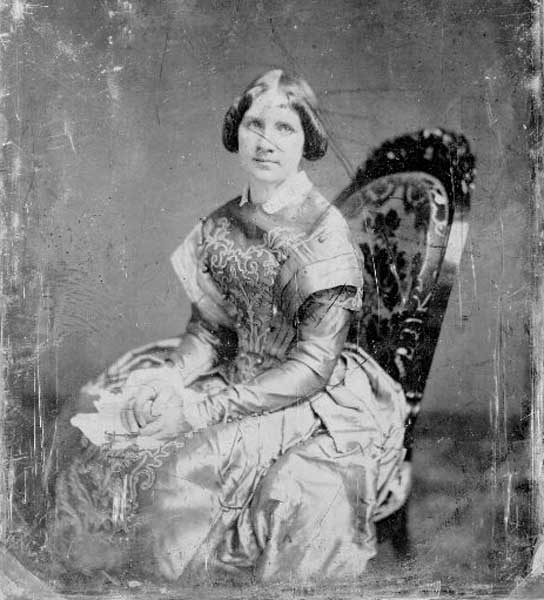
Jenny Lind

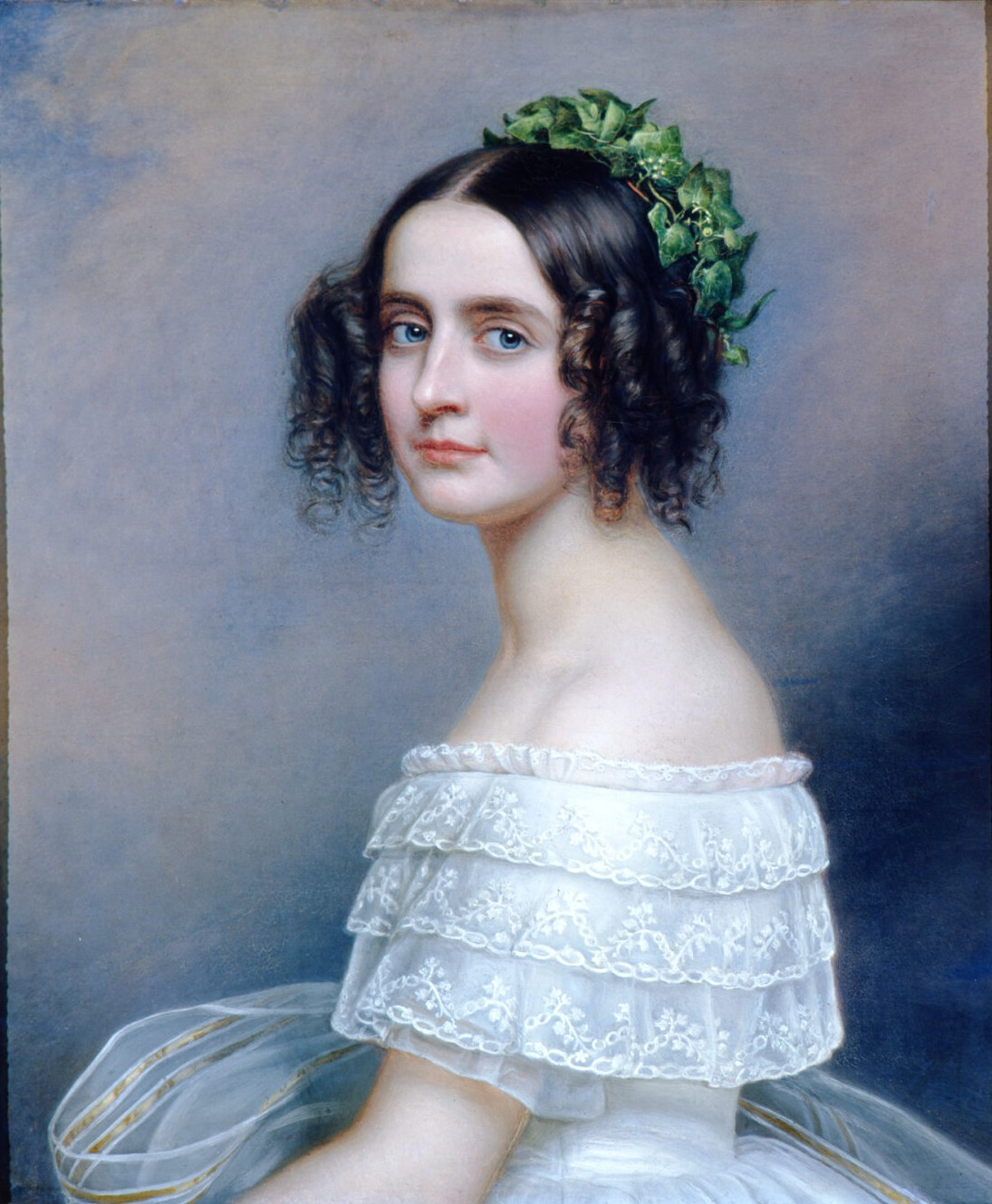
Alexandra von Bayern

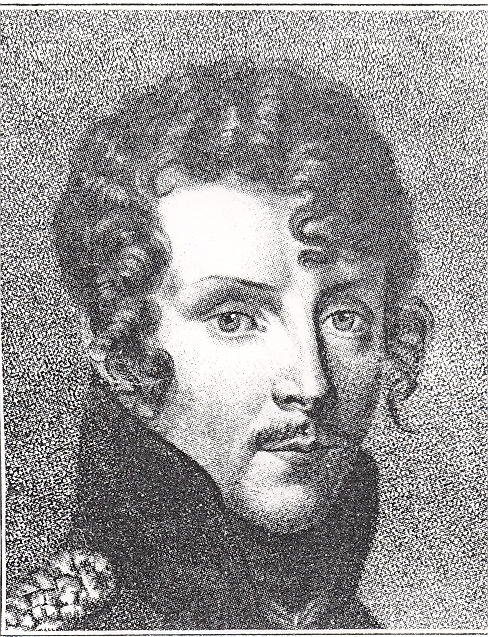
Wilhelm
Prinz von Preußen

- 1820: Adam Elias von Siebold (1775–1828), deutscher Gynäkologe und Hochschullehrer, wurde erstmals im Jahr 1820, weitere Male 1822 und 1827 als Kurgast in Kissingen registriert. Verfasste 1828 ein Buch: Ausführliche Beschreibungen der Heilquellen zu Kissingen und ihre Auswirkung besonders bei Frauenzimmerkrankheiten.
- 1820: Ludwig I. von Bayern (1786–1868), späterer König von Bayern, hielt sich schon als Kronprinz im August 1820 in Kissingen auf. Er schrieb damals an den bayerischen Finanzminister Maximilian Emanuel von Lerchenfeld, bei so wirksamen Bädern sei es „staatswirtschaftlich“, mit auf Zinsen angelegtem Geld für die erforderlichen Bauten zu sorgen. Nach seiner Thronbesteigung (1825) ließ er den Konversationssaal mit angrenzendem Arkadenbau errichten (Fertigstellung 1838). Im Jahr 1833 folgte er seiner Gemahlin Therese von Bayern zu einem Privatbesuch nach Kissingen. Auch in den Jahren 1839 und 1840 war er hier zu Gast. Im Jahr 1847 kam er mit Tochter Alexandra. Doch auch in anderen Jahren kam er als Landesherr dienstlich in die Kurstadt, so zum Beispiel im Jahr 1838 zur Einweihung des Arkadenbaus.

### 1821 bis 1830
- 1825: Gottfried Eisenmann (1795–1867), Politiker und medizinischer Autor, kam seit 1825 mehrere Male zum Kuraufenthalt und schrieb u. a. Die Heilquellen des Kissinger Saalthales (Erlangen 1837).

### 1831 bis 1840
- 1833: Therese von Bayern (1792–1854), Königin von Bayern, kam am 20. Juni als bayerische Königin nach Kissingen, begleitet von ihren Kindern Prinzessin Mathilde und Prinz Luitpold erstmals nach Bad Kissingen. Ihr Gemahl, König Ludwig I. von Bayern folgte ihr am 18. Juli nach. 1834 kam sie ein weiteres Mal und logierte ab 10. Juni im Haus der Gebrüder Bolzano, dem Königlichen Kurhaushotel. Dort besuchte sie später ihr Bruder, der Major Prinz Eduard von Sachsen-Altenburg.
- 1834: Prinz Eduard von Sachsen-Altenburg logierte vom 19. Juni bis 16. Juli in Bad Kissingen und traf dort seine Schwester, die Königin Therese von Bayern. Er hatte zuvor an der Spitze eines bayerischen Militärkontingents seinen Neffen Otto, den Sohn seiner Schwester Therese, nach Griechenland begleitet und war hier zum Gouverneur von Nauplia ernannt worden. Er dürfte nach seiner Rückkehr seiner Schwester in Bad Kissingen Bericht erstattet haben.
- 1834: August Karl Freiherr von und zu Egloffstein (1771–1834), sächsisch-weimarischer Generalmajor, starb während seines Kuraufenthalts am 15. September.
- 1836: Werner von Haxthausen, Staatsbeamter, Philologe und Gutsbesitzer, entdeckte bei seinem Aufenthalt Burg Salzburg und Gut Bad Neuhaus, die er als neuen Familiensitz erwarb.
- 1837: Wilhelm II. von Hessen (1777–1847), Kurfürst von Hessen, kam inkognito als Graf von Steinau mit Gefolge aus Hanau.
- 1837: Friedrich Wilhelm IV. von Preußen (1795–1861), ab 1840 König von Preußen, besuchte als Kronprinz unter dem Pseudonym Graf Zollern die Kurstadt mit Gemahlin und 40 Personen im Gefolge aus Berlin.
- 1837: Leopold von Baden (1790–1852), der Großherzog von Baden kam als Graf von Eberstein mit Familie aus Karlsruhe.
- 1837: Karl von Bayern (1795–1875), Prinz von Bayern und Generalfeldmarschall, kam als Graf von Dachau aus München in die Kurstadt.
- 1837: Friedrich von Gärtner (1791–1847), königlicher Baumeister, kam mit seiner Familie aus München zur Sommerfrische nach Bad Kissingen, wo gerade der Arkadenbau nach seinen Plänen errichtet wurde.
- 1837: Leo von Klenze (1784–1864), ebenfalls ein bekannter Architekt und Erbauer u. a. der Alten Pinakothek in München, begleitete Friedrich von Gärtner.
- 1837: Alexander Iwanowitsch Turgenew (1784–1845), russischer Diplomat, Historiker und Freund des russischen Nationaldichters Puschkin, kam 1837 ins Weltbad Kissingen zur Sommerfrische. Ein weiteres Mal kam er im Jahr 1839.
- 1837: Sulpiz Boisserée (1783–1854), bedeutender Kunstsammler und Architekturhistoriker, kam mit seiner Gemahlin aus Köln; seine Kunstsammlung kaufte später der bayerische König Ludwig I. für die Alte Pinakothek.
- 1837: Jenny Rabe von Pappenheim (1811–1890), uneheliche Tochter Jérôme Bonapartes und dadurch die Nichte Napoleons, verlobte sich während ihres Aufenthalts in Kissingen mit dem 23-jährigen Werner von Gustedt, den sie im Folgejahr 1838 in ihrem Heimatort Weimar heiratete. Eine Anekdote berichtet, ihr Verlobter Werner von Gustedt soll bei seiner Ankunft in Kissingen vor den Augen seines künftigen Schwiegervaters der Reisekutsche wegen der großen Hitze völlig nackt entstiegen sein: Da er geschlafen hatte, hatte er nicht ahnen können, am Reiseziel (dem Königlichen Kurhaushotel) schon angekommen zu sein. Beider Sohn Otto von Gustedt, dessen Ehefrau, deren Tochter Auguste Viktoria, Sohn Werner von Gustedt sowie dessen Ehefrau sind auf dem Kissinger Kapellenfriedhof beigesetzt. Jenny von Pappenheim schrieb 1837 über ihren Aufenthalt in Kissingen: „Größere Spaziergänge (im Kurgarten) sind so gut wie ausgeschlossen, weil man überall Weidevieh begegnet oder in Ziegenkot tritt. Heute trieb ein Hirte seine Herde durch den Kurgarten, den man eher einen zoologischen Garten nennen müsste, denn neben anderen Tieren zeigen hier seit drei Tagen zwei Tanzbären ihre Kunststücke.“
- 1837: Caroline Bonaparte (1782–1839), jüngste Schwester von Napoléon Bonaparte und Witwe des ehemaligen Königs von Neapel, Joachim Murat, hält sich als Exilantin in Bad Kissingen auf. Der Aufenthalt ist umstritten.[4]
- 1837: Hortense de Beauharnais (1783–1837), Mutter des Kaisers Napoléon III. und frühere Königin von Holland, begleitete Caroline Bonaparte nach Kissingen. Der Aufenthalt ist umstritten.[4]
- 1838: Karl Friedrich Schinkel (1781–1841), preußischer Architekt, Stadtplaner und Maler, kam in den Jahren 1838 und 1839, wohl auch 1840 zur Kur nach Bad Kissingen. Während seines ersten Aufenthalts im Jahr 1838 traf er hier anlässlich der Eröffnungsfeierlichkeiten des Arkadenbaus den Baumeister Friedrich von Gärtner und als Bauherren den bayerischen König Ludwig I. Schinkel wohnte im heutigen „Braunwartshaus“ in der Ludwigstraße, das damals einem Jakob Goldmayer gehörte.
- 1839: Karl August Varnhagen von Ense (1785–1858), deutscher Diplomat und Chronist der Zeit der Romantik, hielt sich, aus Berlin kommend, im Juni in Kissingen auf und notierte am 20. Juni in sein Tagebuch:[5] „Viel allein umhergegangen; zuletzt ein paar Stunden mit Turgenieff und Scharnhorst in lebhaftem Gespräch bis 10.00 Uhr. …. Turgenieff religiös gestimmt, verbunden mit dem entschiedensten Aufklärungs- und Humanitätstriebe; Scharnhorst klarer, heller Verstand, vorurteilslos, norddeutsche Geisteshöhe, mit unendlich gutem Willen, reiner Gutmütigkeit.“[6] Weitere Male kam er 1840–1843, 1845 – mal wohnte er beim Badearzt Balling im „Ballinghaus“, mal im „Haus Ihl“ in der Theresienstraße – und 1856 – diesmal wohnte er mit seinem Diener Ganzmann im Hotel „Russischer Hof“.[7]
- 1839: Wilhelm von Scharnhorst (1786–1854), preußischer General, war ebenfalls im Juni zur Kur in Kissingen.
- 1839: Maria Großherzogin von Weimar (1786–1859), eine geborene Großfürstin von Russland und durch Heirat Großherzogin von Sachsen-Weimar-Eisenach, besuchte in diesem Sommer den Kurort. Sie traf hier am 22. Juni Varnhagen, der ihr – nach seinen Tagebuchaufzeichnungen – gern aus dem Weg gegangen wäre. Am 29. Juni schrieb Varnhagen in sein Tagebuch: „Die Großherzogin wollte heute auch etwas zu meiner Genießbarkeit beitragen, ich krümmte mich aber grüßend fort.“
- 1839: Astolphe Marquis de Custine (1790–1857), französischer Reiseschriftsteller, war am 24. Juni eingetroffen und wurde am nächsten Tag mit Varnhagen bekannt gemacht.
- 1839: Therese Gräfin Czernin von und zu Chudenitz (1798–1866), Ehefrau des Großgrundbesitzers und Industriellen Eugen Karl Graf Czernin von und zu Chudenitz (1796–1868): die Palastdame der Kaiserin Maria Anna von Österreich ist auch zur Kur.
- 1839: Wilhelm I. Herzog zu Nassau (1792–1839) starb während einer Kur in Kissingen am 20. August 1839 an einem Schlaganfall; er vermachte der Stadt eine nach ihm benannte Stiftung „zur Aussteuer würdiger Bürgerstöchter“.
- 1840: Theodor Freiherr von Hallberg zu Broich (1768–1862), auch der „Eremit von Gauting“ genannt, wird von Varnhagen nach beider Treffen am 22. Juni so beschrieben: „…, mit langem weißen Bart, Ordenssternen, alter Sonderling, geckenhaft, widrig anzusehen.“
- 1840: Fürst Günther Friedrich Karl II. von Schwarzburg-Sondershausen (1801–1889) ist ebenfalls Ende Juni zu Gast. Varnhagen beschrieb ihn als „hübscher, franker Mann, schlicht und gut“.
- 1840: Pauline von Württemberg (1800–1873), Königin und Ehefrau von Wilhelm I., weilte im Juli mit ihren beiden Töchtern, den Prinzessinnen Katharina (1821–1898) und Auguste (1826–1898), zur Kur. Im Juli 1841 kam sie ein zweites Mal, ein weiteres Mal 1842. Sie trug sich stets als Gräfin von Teck ein.
- 1840: Friedrich Karl Freiherr von Tettenborn (1778–1845), der berühmte Reitergeneral aus den Befreiungskriegen und derzeit badischer Gesandter in Wien erscheint am 10. Juli zur Kur. Auch er kam im Juli 1841, August 1842 und August 1845 weitere Male und traf sich hier mit seinem Freund Varnhagen. 1845 wohnte er mit ihm im Ballinghaus.

### 1841 bis 1850
- 1841: Sydney Owenson (1776–1859), besser bekannt als Lady Morgan, britische Dichterin und Schriftstellerin der Romantik, kam im Juli mit ihrem Ehemann Sir Thomas Charles Morgan, Leibarzt des James Hamilton, 1. Duke of Abercorn. Varnhagen schrieb über sie am 19. Juli 1841 ins Tagebuch: „Wieder einmal fand der Ball der Saison statt, wobei Lady Morgan sehr herausgeputzt in Erscheinung trat, jedoch sehr gescheit redete.“
- 1842: Mary Shelley (1797–1851), britische Schriftstellerin, Autorin des 1818 erstmals veröffentlichten Grusel-Klassikers "Frankenstein", kam am 20. Juni mit Sohn Percy, dessen Studienfreund Andrew Alexander Knox und einem Dienstmädchen zu einem einmonatigen Kuraufenthalt. Nach einer ersten Nacht im Königlichen Kurhaushotel logierte sie weitere vier Wochen bis zum 18. Juli im Gästehaus von Ludwig Friess (Haus Nr. 257 1/4 an der Saalestraße), dem heutigen Hotel Bristol an der Bismarckstraße.[8]
- 1842: Friedrich Landolin Karl Freiherr von Blittersdorf (1792–1861), großherzoglich badischer Außenminister, kam lt. Kurliste im Juli „mit Frau Gemahlin, zwei Fräulein Töchtern, Herrn Sohn und Bedienung aus Karlsruhe“. Ein weiteres Mal ist er im Jahr 1856 gemeldet.
- 1842: Robert von Mohl (1799–1875), deutscher Staatswissenschaftler, später auch Abgeordneter der Frankfurter Nationalversammlung sowie des Reichstags, schrieb aus Kissingen an seine Frau über das hiesige Kurkonzert: „Heute geben meine Collegen, die Schulmeister loci, ein Concert, nachträglich. Werde wohl auch schwerlich hingehen. Ich habe des Grillens [schrille Schreie] und Symphonie-Spielens im Kursaale (Conversationssaal; heute: Rossini-Saal im Arkadenbau) bis an den Hals genug. Alle morgen von 11-1 Uhr ist Dilettanten-Concert, welches nicht schrecklicher sein könnte. Das Beste ist, daß man hinein- und herumgeht, wie in einem Taubenschlag. Es sind gute Diwans längs der Wand hier, da kann man sich hinlegen und eine Zeitlang ausruhen, und, wenn es nicht gar zu arg ist, auch zuhören.“ Über den Literaten Varnhagen schrieb Mohl: „Der Mensch ist von einer rein unerträglichen Eitelkeit, und weiß alles so gewiß, woran auch kein Wort wahr ist. Schon morgens um 6.00 Uhr ist er mit Kommandeurkreuzen am Brunnen, während sonst keine Seele eine Dekoration oder Band trägt.“[9] Mohl bewohnte ein Zimmer neben Varnhagen im „Haus Ihl“ in der Theresienstraße, dem Haus des kaiserlichen Hofapothekers Johann Baptist Ihl (1807–1865), dem späteren „Kurheim Rosengarten“. 1843 war er ein weiteres Mal in Kissingen.
- 1842: Hermann Fürst von Pückler-Muskau (1785–1871), Standesherr, Landschaftskünstler, Schriftsteller und Weltreisender; er kam wegen seiner immer häufigeren Erkrankungen mehrmals nach Kissingen, zuletzt im Jahr 1848, und soll gelegentlich „verwegene Ritte durch die Kissinger Wälder“ gemacht haben.
- 1843: Michael von Russland (1798–1849), Großfürst und jüngerer Bruder des Zaren Nikolaus I., und seine Gemahlin, die Großfürstin Elena Pawlowna hatten das gesamte Ihl'sche Kurhaus in der Theresienstraße komplett gemietet, weshalb Robert von Mohl sich in diesem Jahr beim Instrumentenmacher Rüdt einquartieren musste.
- 1843: Jenny Lind (1820–1887), „die schwedische Nachtigall“, schwedische Opernsängerin (Sopran), wohnte ebenfalls im Ihl'schen Haus in der Theresienstraße.
- 1843: Emilie von Gleichen-Rußwurm (1804–1872), die jüngste Tochter von Friedrich Schiller, wohnte auch im Ihl'schen Haus.
- 1843: Graf Dmitri Nikolajewitsch Bludow (1785–1864), von 1832 bis 1839 russischer Innenminister, hielt sich im Juli 1843 in Kissingen auf.
- 1843: Heinrich Karl Abraham Eichstädt (1771–1848), Philologe und Hochschulprofessor, hielt sich im Juli 1843 zur Kur auf.
- 1844: Philipp Franz von Siebold (1796–1866), deutscher Arzt, Japan- und Naturforscher, Ethnologe, Pflanzensammler und Botaniker, lernte während seines Kuraufenthalts auf der Kurpromenade seine spätere Frau Helene von Gagern (1820–1877) kennen, Tochter des Gustav von Gagern und der Ida von Brauchitsch. Die Hochzeit war bereits ein Jahr später (1845).
- 1844: Karl Robert Graf von Nesselrode (1780–1862), Außenminister und Kanzler des russischen Zarenreichs, kam im Jahr 1844 noch als Vizekanzler zum ersten Mal und 1850 als Kanzler ein weiteres Mal zur Kur.
- 1844: Julius Freiherr von Minutoli (1804–1860), promovierter Jurist und späterer preußischer Polizeidirektor. Sein Schwager Julius Freiherr von Rotenhan war von 1838 bis 1841 Landrichter und Badkommissar (Kurdirektor) von Bad Kissingen gewesen.
- 1846: Alexandra Amalie von Bayern (1826–1875), Prinzessin von Bayern, die Tochter Ludwigs I. kam erstmals 1846 als 20-Jährige in die Kurstadt und logierte im Königlichen Kurhaus. Die Liedertafel brachte ihr dort am 10. Juni ein Ständchen. Im Folgejahr 1847 wiederholte sie ihren Besuch in Begleitung ihres königlichen Vaters.
- 1847:[10] Mathilde von Hessen-Darmstadt (1813–1862), Erbgroßherzogin von Hessen-Darmstadt und Tochter von König Ludwig I., folgte ihrem Vater und ihrer Schwester Alexandra zum Familientreffen nach Kissingen.
- 1847: Maximilian II. von Bayern (1811–1864), ab 1848 König von Bayern. Der Kronprinz, der schon im folgenden Jahr König werden sollte, und seine Gemahlin Marie begleiteten den königlichen Vater Ludwig I. nach Kissingen. Als König kam Maximilian II. im Jahr 1852 ein weiteres Mal, diesmal mit eigener Familie, seiner Gemahlin Königin Marie und den Prinzen Ludwig (später Ludwig II.) und Otto. Das bayerische Königspaar wurde von einem Hofstaat von 65 Personen begleitet. Ein drittes und viertes Mal kam der König in den Jahren 1856 und 1857 zur Kur.
- 1847: Wilhelm von Preußen (1783–1851), Prinz von Preußen; auch Maries Vater kam zum Familienbesuch nach Kissingen.
- 1847: Joseph von Sachsen-Altenburg (1789–1868), Herzog von Sachsen, ältester Bruder der bayerischen Königin Therese, kam ebenfalls zum Familientreffen nach Kissingen.
- 1847: Georg von Sachsen-Altenburg (1796–1853), ab 1848 Herzog von Sachsen-Altenburg, kam als Bruder ebenfalls zum Familientreffen nach Kissingen.
- 1847: Friedrich d. J. von Sachsen-Altenburg (1801–1870); auch der jüngere Prinz begleitete seine Brüder nach Kissingen. Ein anderes Mal kam er 1864 zur „Kaiserkur“.
- 1849: Thomas Dempster Gordon (1811–1894), schottischer Aristokrat, Privatier und Büchersammler. Der wohlhabende Aristokrat aus England kam ab 1849 fast jährlich in die Kurstadt ins Maison Adam Hailmann (heute: Haus Collard). Im Jahr 1870 heiratete er die Witwe des 1868 verstorbenen Hoteliers, Anna Hailmann.
- 1849: Hermann Gottfried Horn (1788–1849), evangelischer Pastor in Hamburg; er starb während seines Kuraufenthaltes in Bad Kissingen.

### 1851 bis 1860

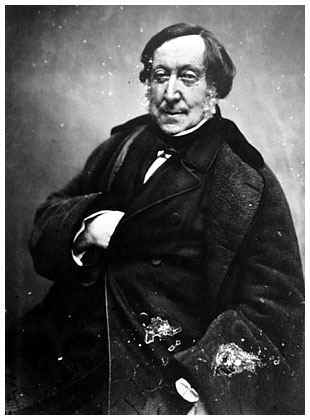
Gioacchino Rossini

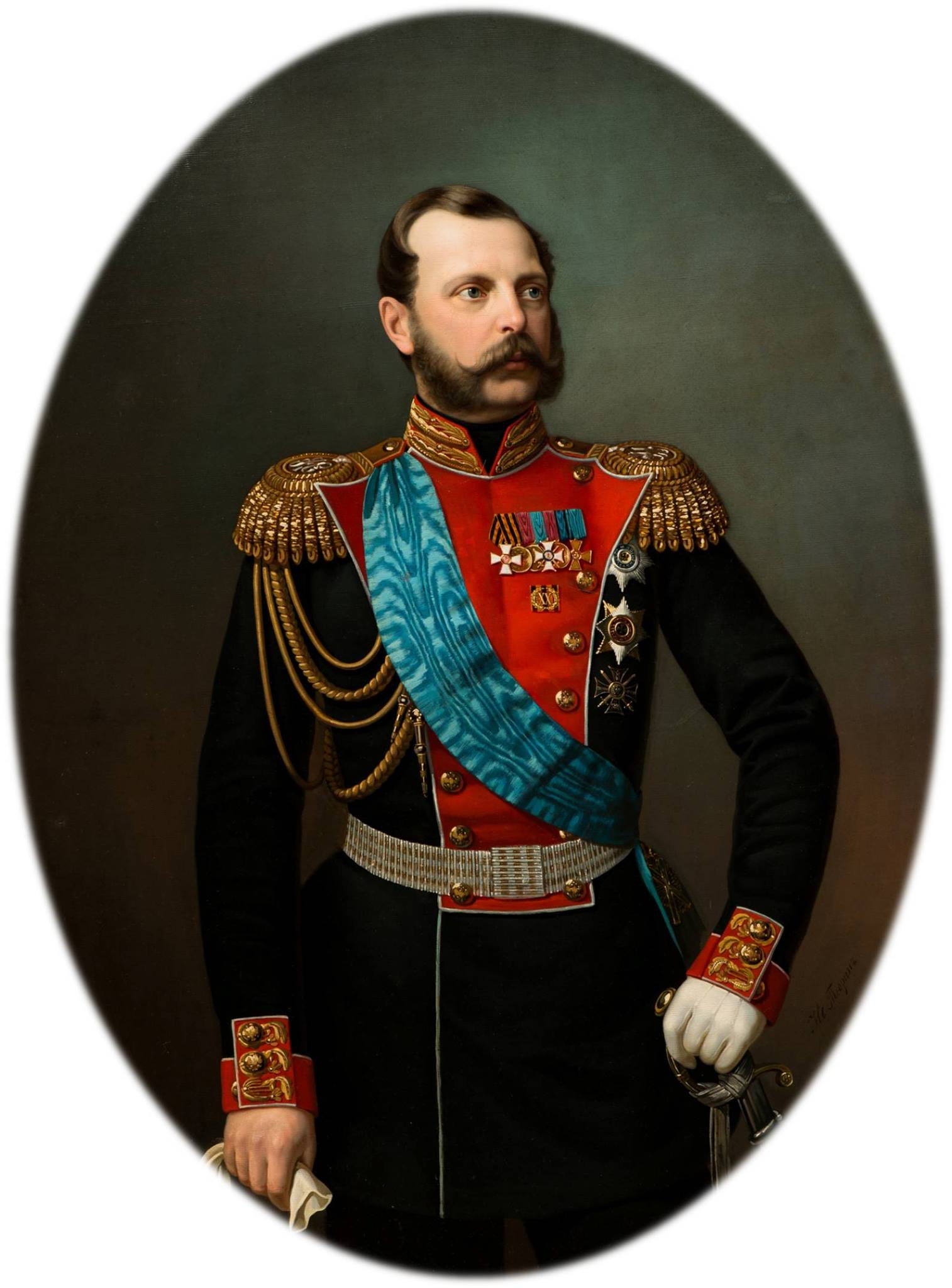
Alexander II.
Zar von Russland

- 1852: Oskar I. von Schweden (1799–1859), König von Schweden und Norwegen, kam in Begleitung seiner Gemahlin Joséphine, die eine Enkelin des bayerischen Königs Maximilian I. war.
- 1852: Olga Nikolajewna Romanowa (1822–1892), ab 1864 Königin von Württemberg, Schwester des russischen Zaren Alexander II., kam 1852, 1857 und schließlich im Jahr 1864 zur „Kaiserkur“ mit ihrem Gemahl Karl von Württemberg nach Kissingen.
- 1854: Johann Valentin Hamm (1811–1874), bayerischer Musikdirektor, Komponist und Pianist, wurde zwischen 1854 und 1867 achtmal in die Kurgastliste eingetragen, doch wird er wohl schon früher und auch öfter in Kissingen gewesen sein. Für eine frühere Anwesenheit spricht seine Leitung eines „Musikalischen Kränzchens“ für Gäste und Einheimische, aus dem sich schon 1851 die „Liedertafel“ entwickelt hatte. Von 1855 bis 1871 hatte er sogar die Aufgabe des Konzertmeisters des Kissinger Kurorchesters unter dem Dirigenten und Kapellmeister Matthias Heinefetter aus Mainz übernommen. Am 4. August 1855 gab er selbst „unter freundlicher Mitwirkung der hier zur Kur weilenden Kunstnotabilitäten ein großes Concert.“ Speziell für das Kissinger Kurorchester brachte er insgesamt 86 Tänze, Märsche und Lieder heraus unter dem Titel „Kissinger-Bad-Saison, beliebte Tänze und Märsche des Cur-Orchesters für das Piano Forte“. Eine seiner letzten Kompositionen widmete Hamm noch kurz vor seinem Tod einem anderen treuen Kurgast, Reichskanzler Otto von Bismarck, mit dem „Bismarck-Rettungs-Jubel-Marsch“, nachdem dieser 1874 bei seinem ersten Kuraufenthalt in Kissingen durch ein Pistolenschuss nur leicht verletzt worden war.
- 1855: Julius Schrader (1815–1900), bekannter Maler in Berlin und damals an der Ausmalung des Neuen Museums beteiligt, ist im August in der Kurstadt und zeichnet eine Karikatur Kissinger Kurgäste (2009 in der Ausstellung „Schön und hässlich“ im Schäfer-Museum in Schweinfurt).
- 1856: Fürst Alois II. von Liechtenstein (1796–1858) wohnte ab 7. Juni mit Familie und Bediensteten (37 Personen) im Hotel Maulick.
- 1856: Gioacchino Rossini (1792–1868), italienischer Komponist, der seit 1855 wieder in Paris lebte, war nach einem ersten Kuraufenthalt in Wildbad im Juli mit seiner Ehefrau Olymp nach Bad Kissingen gekommen und blieb bis August. Während seines Kuraufenthaltes komponierte er „Mi lagnerò tacendo“, eine Vertonung eines Werkes des italienischen Dichters Pietro Metastasio für Singstimme und Klavier, die er mit „Kissingene, ce 27 Jul. 1856“ datierte.
- 1856: Alexis Revenaz (1801–1861), verwitweter Gutsbesitzer und Direktor der französischen Reederei Cie. des Services Messageries Imperiales aus Paris, logierte seit 1. August mit seinem ältesten Sohn Gustave (1835–1896) in Bad Kissingen. Ihm notierte der Komponist Gioacchino Rossini acht Takte im Violinschlüssel auf ein Blatt Papier und versah es mit der Widmung „a Mr Revenaz / G. Rossini / Kissingen, ce 16 Aout 1856“. Die Kurliste führte ihn als „Herr Revenaz, Proprietair mit Herrn Sohn und Bedienung aus Paris“.
- 1857: Alexander II. (1818–1881), russischer Zar, und seine Gemahlin Maria Alexandrowna von Russland (1824–1880), gebürtige Deutsche aus dem Haus Hessen-Darmstadt, besuchten Kissingen erstmals im Juli 1857 „zum Kurgebrauch“ als Graf und Gräfin Borodinsky mit zwei Kindern, begleitet von einer Entourage von 200 Personen. Es war der erste längere Auslandsaufenthalt des Zaren nach seiner Krönung im August 1856. Auf der Kissinger Kurpromenade traf der Zar gegen den ausdrücklichen Rat seines Außenministers Alexander Michailowitsch Gortschakow mit dem birmanischen General Louis Charles Girodon d'Orgoni (1811–??) zusammen, einem gebürtigen Franzosen, um mit ihm die Lage in Indien zu besprechen. Das Zarenpaar kam auch im Juni 1864 („Kaiserkur“), begleitet von einem Hofstaat von 88 Personen, und traf sich am 19. Juli mit dem österreichischen Kaiserpaar Franz Joseph und Elisabeth. Der Zarin Marie missfiel dieses Zusammentreffen von 1864 sehr, weshalb sie an ihren Bruder Alexander von Hessen-Darmstadt zuvor schrieb: „In letzterem Orte geniert mich die Kaiserin von Österreich schrecklich. Gekrönte Häupter sollten nie an derselben Quelle trinken; ich rechne auf Elisabeths Menschenscheu und dass sie ebenso wenig Lust haben werde, mich zu sehen wie ich sie; vom Kaiser spreche ich schon gar nicht, er wird hoffentlich nur kurz bleiben.“ Bayerns jungen König Ludwig II. fand sie dagegen „bildschön und im Gespräch außerordentlich anziehend“. Ein drittes Mal kam das Zarenpaar zuletzt im Jahr 1868. Der Zar ritt gern mit seinen beiden ältesten Söhnen Nikolaj und Alexander III. durch das Kaskadental, die Söhne auf rot gesattelten Eseln. Die Familie machte auch Ausflüge zum Kaffee nach Aschach in die Rotunde des Schlosses oder im Gartenlokal des Cyriakus Voll (heute: Gasthaus Zum Hirschen) einkehrten.
- 1857: Eduard Graf Clam–Gallas (1805–1891), österreichischer Feldmarschallleutnant und Kommandierender General in Böhmen, kam im Juni mit seiner Gemahlin Clothilde, der Palastdame der Kaiserin Elisabeth (Sisi) von Österreich–Ungarn, sowie ihrer Tochter, Gouvernante und Dienerschaft aus Prag; man logiert im Hotel Carl von Hess.
- 1858: Pauline von Württemberg (1800–1873), Königin von Württemberg, reiste im Juni an unter dem Pseudonym Gräfin von Teck zusammen mit ihrer Tochter Catharine (Gräfin Catharine von Teck) mit Hofdame, Oberhofmeister, Kammerfrau und 27 Personen Gefolge; sie logierte im Hotel Carl von Hess an der Kurpromenade.
- 1858: Otto I. von Griechenland (1815–1867), König von Griechenland, Sohn des bayerischen Königs Ludwig I., kam wie zuvor schon sein Vater zur Kur nach Kissingen.
- 1858: Lothar Freiherr von Faber (1817–1896), Großindustrieller; Bleistiftfabrikant aus Stein (Mittelfranken) bei Nürnberg traf als Kurgast Nr. 2097 in Kissingen ein, um sein Rheuma zu lindern. Er logierte im Hotel Maulick. Ein weiterer Besuch - inzwischen war er 1862 in den bayerischen Freiherrenstand erhoben worden - ist im Sommer 1864 gemeldet. Ehefrau Ottilie besuchte Kissingen jeweils für mehrere Wochen in den Jahren 1860, 1861 und 1862.
- 1859: Alexander Meschtscherski, russischer Fürst; er wurde Mitglied der Kissinger Schützen-Gesellschaft und stiftete ein russisches Trinkgefäß aus Silber, das innen vergoldet war.
- 1860: Leo Graf Tolstoi (1828–1910), russischer Schriftsteller, wohnte im Haus des Maurermeisters und Magistratsrats Georg Fuß (heute Maxstraße 19).

### 1861 bis 1863

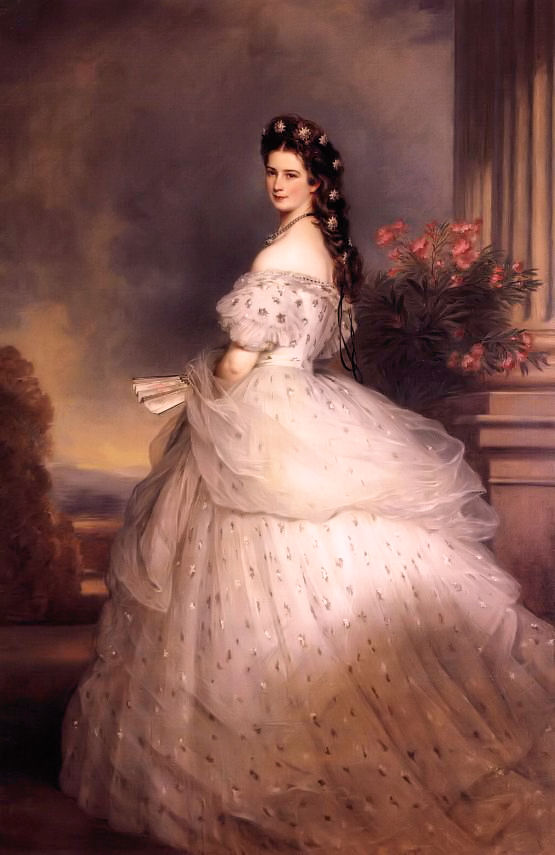
Elisabeth von Österreich

- 1861: Friedrich Wilhelm I. von Hessen (1802–1875), letzter regierender Kurfürst und souveräner Landgraf von Hessen-Kassel, wurde Mitte Mai unter dem Pseudonym „Graf von Hanau“ in die Kurgastliste eingetragen; er war zusammen mit seinem Generaladjutanten und Flügeladjutanten, dem Cabinetts-Kassier und dem Geheimen Cabinetts-Registrator sowie Gefolge und Bedienung (13 Personen) aus Kassel gekommen und logierte im Hotel „Carl von Hess“ an der Kurpromenade. Ein weiteres Mal folgte er als „Graf von Hanau“ im Mai 1863 seiner morganatischen Ehefrau Gertrude Fürstin von Hanau mit Adjutant und Dienerschaft aus Kassel (14 Personen) und wohnte wieder im „Carl von Hess“.
- 1862: Elisabeth von Österreich-Ungarn (1837–1898), Kaiserin von Österreich und Königin von Ungarn, kam als 24-Jährige am 2. Juni 1862 zum ersten Mal, im Juni 1863 und Juni 1864 („Kaiserkur“) zwei weitere Male, wieder im Juli 1865, im Mai 1897 und in ihrem Todesjahr im April 1898 zum letzten Mal. Das letzte Mal wohnte sie in der Villa Monbijou am Altenberg. Insgesamt besuchte sie die Kurstadt sechs Mal unter dem Pseudonym „Gräfin von Hohenembs“, das ihre wahre Identität in Kissingen schon bald nicht mehr verheimlichen konnte. Bei ihrer Ankunft im Jahr 1862 wurde die Kaiserin begleitet von Generalmajor Alfred Graf von Königsegg-Aulendorf (1817–1898) und seiner Ehefrau Pauline, Obersthofmeisterin der Kaiserin, Hofrat und Obermedizinalrat Heinrich Fischer (1814–1874), Caroline Gräfin von Hunyady (1836–1907), Sisis Hofdame und Tochter des Ersten Obersthofmeister Josef Graf von Hunyady (1801–1869), sowie von Hoffräuleins, Hausoffizieren und Dienerschaft aus Wien (25 Personen). Sie logierte im Hotel „Carl von Hess“ an der Kurpromenade. Bei ihrem Kuraufenthalt 1864 begleiteten sie des Kaisers Generaladjutant Franz Graf Folliot de Crenneville, Generalmajor Alfred Graf von Königsegg-Aulendorf und seine Ehefrau Pauline, Obersthofmeister Prinz Constantin zu Hohenlohe-Schillingsfürst, Sisis Schwester Fürstin Helene von Thurn und Taxis, Caroline Gräfin von Hunyady, Kammerfrauen, Hausoffiziere und Dienerschaft aus Wien (49 Personen). Das Kaiserpaar logierte wieder im Hotel „Carl von Hess“. Bei ihrem letzten Aufenthalt im Jahr 1898 war der 64-jährige Alfred Sotier ihr Kurarzt. Bei einem anderen Kuraufenthalt hatte sie auch in der Villa „Mon Bijou“ gewohnt.
- 1863: Franz Joseph I. von Österreich-Ungarn (1830–1916), Kaiser von Österreich und König von Ungarn, kam mit seiner Gemahlin, Kaiserin Sisi, als „Graf und Gräfin von Hohenembs“ mit verschiedenen Grafen, Gräfinnen, Prinzen, Hausoffizieren, Kammerfrauen und Dienerschaft aus Wien (35 Personen) und logierte wieder im Hotel „Carl von Hess“. Das nächste Mal begleitete er sie 1864 („Kaiserkur“), begleitet von einem Hofstaat von 56 Personen, und 1898 besuchte er sie während ihrer letzten Kur; bei einem gemeinsamen Spaziergang entstand das letzte Foto des Kaiserpaares nur kurz vor Sisis Tod.
- 1863: Carl Theodor Herzog in Bayern (1839–1909), deutscher General der Infanterie und bekannter Augenarzt, Schwiegervater des belgischen Königs Albert I., traf sich hier mit seiner Schwester, der österreichischen Kaiserin Elisabeth (Sisi).
- 1863: Gertrude Fürstin von Hanau (1803–1882), morganatische Ehefrau des Kurfürsten Friedrich Wilhelm I. von Hessen, reiste Anfang Mai an mit ihrer Schwiegertochter, der Ehefrau ihres Sohnes Wilhelm von Hanau, des späteren Fürsten von Hanau,[11] sowie Hofdamen, Leibarzt und Dienerschaft (25 Personen). Während Fürstin Gertrude im Hotel „Kaiser“ logierte, wohnte ihre Schwiegertochter (Prinzessin Wilhelm) im benachbarten Hotel „Carl von Hess“. Dorthin folgte Mitte Mai Kurfürst Friedrich Wilhelm I. von Hessen. Im Juli 1867 kam sie ein zweites Mal, diesmal mit Fräulein von Oeynhausen und Kammerherr Fabrice mit Gefolge und Dienerschaft (26 Personen). Diesmal logierte sie im „Carl von Hess“.
- 1863: Bruno Fürst zu Ysenburg und Büdingen (1837–1906), 3. Fürst zu Ysenburg-Büdingen, kam Mitte Mai mit seiner ersten Gemahlin Mathilde Prinzessin zu Solms-Hohensolms-Lich sowie Dienerschaft (4 Personen) in die Kurstadt und wohnte im Hotel „Kaiser“ an der Kurpromenade
- 1863: Leopold von Sachsen-Coburg und Gotha (1824–1884), Generalmajor in österreichischen Diensten, kam mit seiner morganatischen Ehefrau Konstanze Freifrau von Ruttenstein, die er zwei Jahre zuvor in Wien geheiratet hatte, sowie Familie und Dienerschaft aus Wien (7 Personen). Im Jahr der „Kaiserkur“ (1864) kam er ein weiteres Mal.

### 1864, das Jahr der „Kaiserkur“

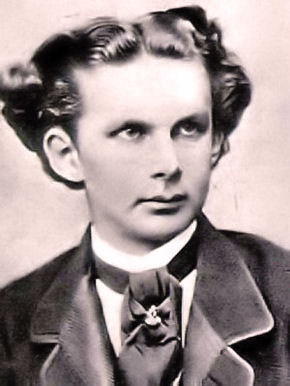
Ludwig II. von Bayern

- 1864: Ludwig II. von Bayern (1845–1886), König von Bayern, kam gleich nach seiner Krönung als 18-Jähriger das erste Mal nach Kissingen, um während des heute als „Kaiserkur“ bezeichneten Treffens des russischen Zaren- und österreichischen Kaiserpaares seine Gastgeberrolle als bayerischer König wahrzunehmen. Nach Ablauf des Deutschen Krieges von 1866 kam er ein zweites Mal und im Jahr 1868 zum dritten und letzten Mal.
- 1864: Alexander II. von Russland (1818–1881), russischer Zar, kam im Juni mit seiner Gemahlin Maria Alexandrowna und Töchtern ins „Weltbad Kissingen“. Später kam noch der Zarewitsch Nikolaj Alexandrowitsch Romanow hinzu, der nur knapp ein Jahr später starb. Der Zar war bereits im Jahr 1857 in Begleitung seiner Gemahlin in Kissingen gewesen und kam 1868 noch ein drittes Mal.
- 1864: Katharina Dolgoruki, die Geliebte und spätere Ehefrau des Zaren Alexander II. von Russland, hielt sich zeitgleich in Kissingen auf und wohnte an der Lindesmühlpromenade.
- 1864: Peter von Oldenburg (1827–1900), Großherzog von Oldenburg
- 1864: Gustav von Schweden (1799–1877), Prinz von Wasa
- 1864: Adolf I. von Nassau (1817–1905), Herzog von Nassau, ab 1890 auch Großherzog von Luxemburg
- 1864: Alexander von Hessen-Darmstadt (1823–1888), Begründer des neuzeitlichen Hauses Battenberg, Schwager des russischen Zaren Alexander II.
- 1864: Karl von Württemberg (1823–1891), König von Württemberg, kam im Juni mit seiner Ehefrau Olga, der Schwester des russischen Zaren, um diesen während der „Kaiserkur“ zu besuchen. Olga war zuvor 1852 und 1857 schon in Kissingen gewesen. Das Königspaar wurde von einer Entourage von 49 Personen begleitet.
- 1864: Marie von Neapel-Sizilien (1841–1925), Königin beider Sizilien, Gemahlin des Königs Franz II., kam im Juni zur heute so genannten „Kaiserkur“ nach Kissingen, um sich hier mit ihrer älteren Schwester zu treffen, der österreichischen Kaiserin Elisabeth (Sisi). Ein weiteres Mal kam sie 1876 mit ihrem Ehemann als „Graf und Gräfin Trani“ aus Italien.
- 1864: Max in Bayern (1808–1888), Herzog in Bayern, Vater der österreichischen Kaiserin Sisi
- 1864: Carl Alexander von Sachsen-Weimar (1818–1901), Großherzog von Sachsen-Weimar-Eisenach
- 1864: Konstantin von Russland (1827–1892), russischer Großfürst, der jüngere Bruder des Zaren Alexander II.
- 1864: Friedrich Franz II. von Mecklenburg-Schwerin (1823–1883), Großherzog von Mecklenburg-Schwerin, kam mit seiner Gemahlin Auguste.
- 1864: Karl von Hessen (1809–1877), Prinz von Hessen-Darmstadt, Bruder des hessischen Großherzogs Ludwig III., besuchte Kissingen gemeinsam mit seiner Tochter Prinzessin Marie.
- 1864: Marie von Mecklenburg-Strelitz (1796–1880), Großherzogin und Witwe des Großherzogs Georg von Mecklenburg-Strelitz, ließ sich im Jahr der „Kaiserkur“ in Kissingen sehen. Einige Tage später kam auch noch ihr Sohn Georg (1824–1876) zu Besuch. Im Jahr 1870 kam die Großherzogin ein weiteres Mal nach Kissingen, diesmal mit Herzogin Caroline und einem 12-köpfigen Gefolge. Wieder residierte man im Hotel „Carl von Hess“ an der Kurpromenade.
- 1864: Stephan von Österreich (1817–1867), Erzherzog von Österreich
- 1864: Joseph von Österreich (1833–1905), Erzherzog von Österreich, General der Kavallerie, kam mit seiner Gemahlin Erzherzogin Clotilde zur „Kaiserkur“.
- 1864: Peter von Oldenburg (1812–1881), Prinz von Oldenburg und Sohn des Prinzen Georg von Oldenburg, Cousin des regierenden gleichnamigen Großherzogs Peter II.
- 1864: Marie von Hannover (1818–1907), Königin von Hannover, Gemahlin von König Georg V. von Hannover; weitere Besuche folgten jährlich von 1883 bis 1887 und von 1890 bis 1893 sowie im Jahr 1895. Sie kam immer nur, wenn Otto von Bismarck nicht anwesend war.
- 1864: Gustav Langenscheidt (1832–1895), Sprachlehrer und Verlagsbuchhändler, kam als noch junger, aber erfolgreicher Verleger im Jahr der „Kaiserkur“ aus Berlin.
- 1864: Charles Steinway (1829–1865), getauft als Carl Steinweg, deutsch-amerikanischer Klavierfabrikant, Sohn des Firmengründers Heinrich Engelhard Steinweg, kam mit seiner Gemahlin aus New York City.
- 1864: Heinrich Graetz (1817–1891), deutsch-jüdischer Historiker, war im Sommer aus Breslau zur Kur angereist.

### 1865 bis 1870

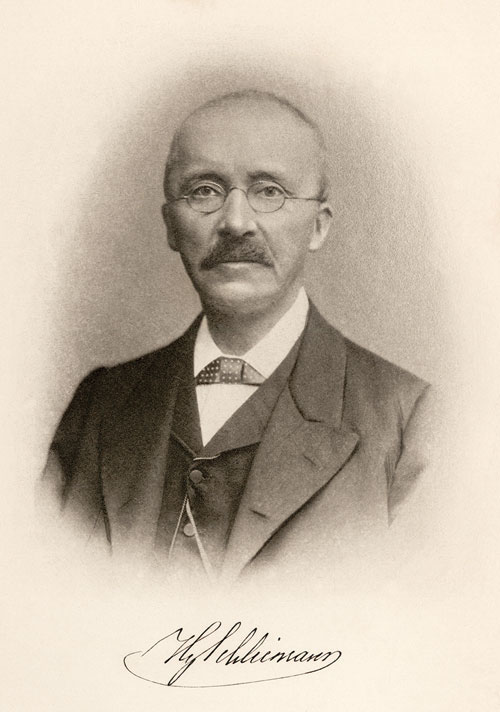
Heinrich Schliemann

- 1867: Fürst Jussupow, Kammerherr des Zaren Alexander II., Mitglied der nach dem Zaren wohl reichsten und einflussreichsten Familie in Russland, kam im Juli mit seiner Gemahlin und zwei Kindern, begleitet von einer Gouvernante und Gefolge aus St. Petersburg (9 Personen).
- 1867: Charlotte Montagu-Douglas-Scott (1811–1895), Herzogin von Buccleuch und Queensberry, Ehefrau des Walter Montagu-Douglas-Scott, 5. Herzog von Buccleuch und 7. Herzog von Queensberry, wohnte ab 19. August mit den Töchtern Lady Margret und Lady Mary sowie Lord Henry Scott samt Dienerschaft aus Schottland (12 Personen) im Hotel „Kaiser“.
- 1867: Abner Weyman Colgate (1838–1904), US-amerikanischer Unternehmer, besuchte den Kurort und schrieb anschließend einen erstaunlichen Reisebericht über seinen Aufenthalt. Er wohnte im „Russischen Hof“ (1 Person).
- 1867: Melchior Meyr (1810–1871), Dichter und Philosoph in München, hielt sich 1867 und 1868 in Kissingen zur Kur auf.
- 1868: Elisabeth von Österreich (1831–1903), Erzherzogin von Österreich, reiste am 10. Juni mit Hofdame, Kämmerer und Gefolge an (8 Personen) und logierte im Hotel „Carl von Hess“ an der Kurpromenade
- 1868: Karl Ferdinand von Österreich (1818–1874), Erzherzog von Österreich, kam mit einer Begleitperson am 7. Juli nach Kissingen und wohnte bei seiner Gemahlin, der Erzherzogin Elisabeth, im Hotel „Carl von Hess“.
- 1868: Ludwig III. von Hessen-Darmstadt (1806–1877), Großherzog von Hessen, kam am 5. August mit Dienerschaft aus Darmstadt (9 Personen) angereist und logierte im Hotel „Kaiser“.
- 1868: Rudolf Rempel (1815–1868), Industrieller und Politiker, verstarb während seines Kuraufenthalts in Bad Kissingen.
- 1868: Joseph Sachs (1816–1868), deutsch-amerikanischer Pädagoge und Vater des US-Bankiers Samuel Sachs (Goldman Sachs) kam am 29. Juli 1868 zur Kur nach Bad Kissingen und verstarb hier am 12. August, nur wenige Tage nach seinem 52. Geburtstag.
- 1869: Heinrich Brockhaus (1804–1874), deutscher Buchhändler, Verleger und Politiker traf am 21. Mai mit einem Diener im Sanatorium Balling ein.
- 1869: Ernst I. von Sachsen-Altenburg (1826–1908), Herzog von Sachsen-Altenburg, traf am 16. Juni ein mit Adjutant, Leibarzt und Dienerschaft aus Altenburg (7 Personen) und logierte im Hotel Kaiser.

### 1871 bis 1880

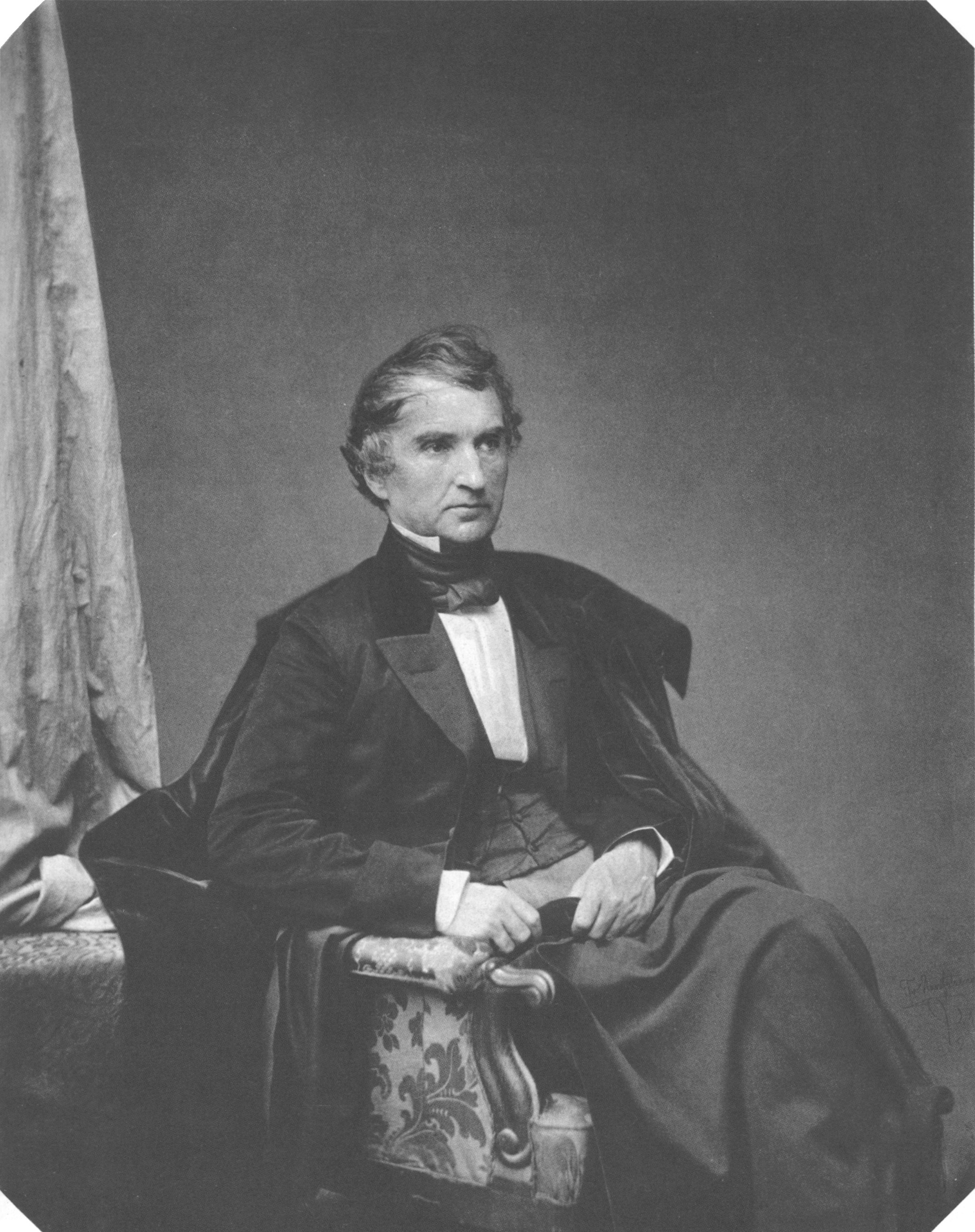
Justus von Liebig

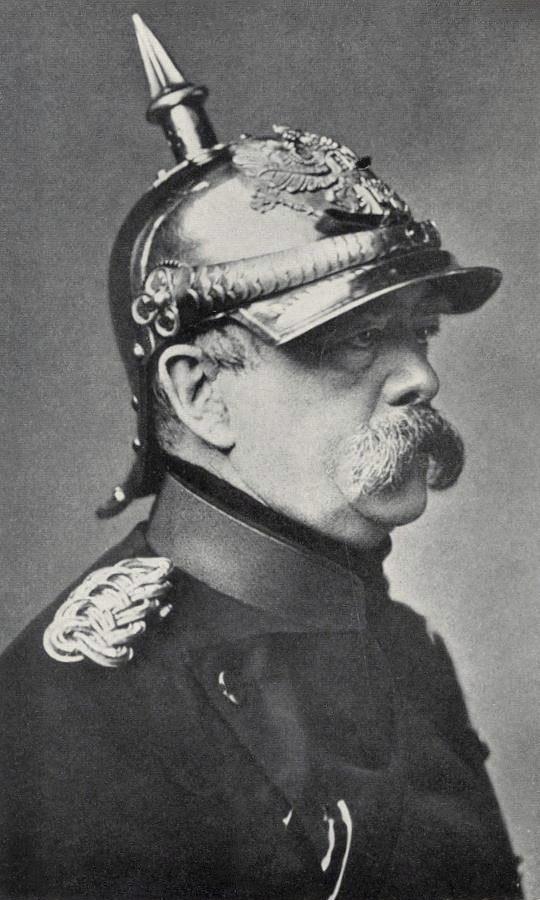
Otto von Bismarck

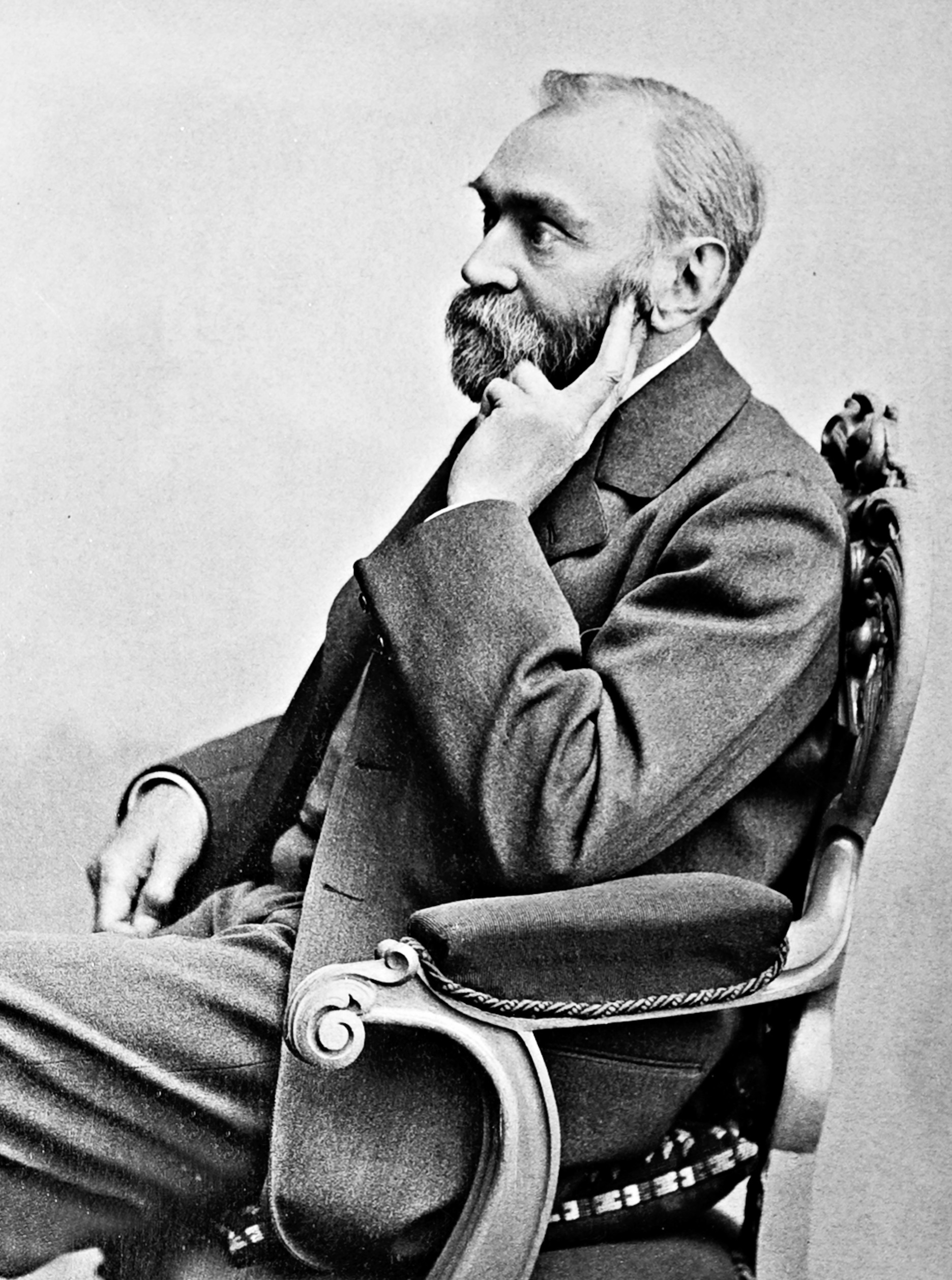
Alfred Nobel

- 1871: Alexandra von Dänemark (1844–1925), Gemahlin des Prince of Wales, reiste im Juli mit fünf Kindern inkognito als „Baronin Renfrew“ an,[12] begleitet vom Schatzmeister des Prinzen, General Sir William Knollys (1797–1883), und Dienerschaft aus England (20 Personen). Die Herrschaften logierten im Hotel „Kaiser“ an der Kurpromenade. Gerade am 7. April hatte sie ihr sechstes Kind Alexander Johann nur einen Tag nach der Geburt verloren. Eines ihrer Kinder war der spätere britische König Georg V.
- 1871: Graf Kronborg, ab 8. August logierte das Grafenpaar Kronborg aus England und Baroness Danneskjold-Samsø mit Dienerschaft aus Dänemark (9 Personen) im Hotel „Kaiser“. Hierbei dürfte es sich um Freunde oder sogar Verwandtschaft der dänischen Prinzessin Alexandra gehandelt haben.
- 1871: Fürst Nicolaus von Gagarin (1823–1902), russischer Fürst, stieg am 6. Juli mit Familie, Gouvernante und Bedienung aus St. Petersburg (5 Personen) im Hotel „Kaiserhof Victoria“ an der Kurpromenade ab.
- 1871: Justus von Liebig (1803–1873), deutscher Chemiker, lernte bei seinem Aufenthalt die Kissinger Heilwasser kennen und schätzen und mischte das bekannte „Bitterwasser“. Er wohnte im heutigen Wohnhaus Kurhausstraße 19.
- 1872: Max Emanuel in Bayern (1849–1893), Herzog in Bayern, jüngster Bruder der österreichischen Kaiserin Sisi logierte ab 23. Juli im Hotel „Kaiser“.
- 1872: Philipp Prinz von Sachsen-Coburg und Gotha (1844–1921), Major der ungarischen Landwehr, kam mit seiner Gemahlin aus Ungarn zeitgleich mit Max Emanuel in Bayern.[13] Begleitet wurde Philipp von seiner jüngeren Schwester Amalie Prinzessin von Sachsen-Coburg und Gotha, die drei Jahre später (1875) Max Emanuel heiraten wird. Sie wohnen ebenfalls im Hotel „Kaiser“.
- 1872: Ludwig Prinz von Sachsen-Coburg und Gotha (1845–1907), kaiserlich brasilianischer Admiral, trifft am 23. Juli aus Groß Sölk (Bezirk Liezen, Steiermark) zum Geschwistertreffen im Kissinger „Hotel Kaiser“ ein. Seine Begleitung besteht aus 13 Personen.
- 1873: August Benckiser (1820–1894), Maschinenbauingenieur und Fabrikant, wurde während seiner Kur auf das Rittergut Maßbach aufmerksam gemacht und kaufte das 400 Hektar große Gut im Jahr 1879 für 300.000 Goldmark. Später war er auch Eigentümer des unterfränkischen Schlossgutes Thundorf.
- 1874: Otto von Bismarck (1815–1898), deutscher Reichskanzler, kam vom 4. Juli bis 12. August 1874 das erste Mal und wurde am 13. Juli beim Verlassen seiner Unterkunft, des Gästehauses von Edmund Diruf d. J. (heute: Heiligenfeld-"Klinik am Rosengarten" in der Bismarckstraße 16), vom Magdeburger Böttchergesellen Eduard Kullmann angeschossen. Dennoch kam Bismarck noch weitere 14 Male, begleitet von seinem Leibarzt Ernst Schweninger, logierte jetzt aber in den ehemals fürstbischöflichen Räumen der „Oberen Saline“ (heute: Bismarck-Museum) und besuchte die Kurstadt im Jahr 1893 das letzte Mal. Er kam nicht nur jeweils für mehrere Wochen zum „Abspecken“, sondern machte hier gleichzeitig „große Weltpolitik“ und empfing regelmäßig Diplomaten und politische Delegationen.
So ließ er hier beispielsweise im Juni 1877 sein programmatisches „Kissinger Diktat“ niederschreiben, 1878 konferierte er mit dem päpstlichen Nuntius Msgr. Gaetano Aloisi Masella, 1882 fand eine Ministerkonferenz zur Beratung der deutschen Zollfrage statt und vom 21. – 25. Juli 1886 besuchte ihn während der Bulgarien-Krise (1885–1887) der österreichische Außenminister Graf Gustav Kálnoky von Köröspatak, der russische Botschafter Arthur Baron von Mohrenheim kam selbst im Juli zur Kur und suchte dabei Bismarck auf. Auch eine chinesische Sonderkommission kam 1886 zu politischen Gesprächen nach Bad Kissingen. Für die Aufenthaltsdauer Bismarcks im Jahr 1886 wurde eine eigene Telegrafenstation errichtet und zweimal täglich stellte ihm ein Postbeamter die einlaufende Korrespondenz zu. Die Anwesenheit von Franz Johannes von Rottenburg (1845–1907), Chef der Reichskanzlei vom 14. Oktober 1881 bis 19. Januar 1891, bewies den nahtlosen Fortgang der politischen Geschäfte in der Kurstadt. Nicht zu Unrecht war deshalb schon im Jahr 1874 anlässlich seines ersten Besuchs in der Wiener Neuen Freien Presse zu lesen, was von der gesamten europäischen Presse übernommen wurde: „Seit gestern Mittag ist der Schwerpunkt des Deutschen Reiches nach Kissingen verlegt.“
 Nach seiner Entlassung kam Bismarck von 1890 bis 1893 als Privatmann zur Kur. Doch auch als Privatmann zog er noch immer unzählige Verehrer in die Kurstadt; allein am 24. Juli 1892 kamen rd. 4.500 Personen in Sonderzügen nach Bad Kissingen, um ihrem Idol zuzujubeln. Im Jahr 1877 wurde an der Fränkischen Saale eine Bismarck-Statue errichtet, die einzige schon zu seinen Lebzeiten, und 1885 verlieh ihm die Kurstadt anlässlich seines 70. Geburtstags und seines 50. Dienstjubiläums die Ehrenbürgerwürde.
- 1874: Ernst Schmidt (1830–1900), deutsch-amerikanischer Mediziner, ausgewanderter März-Revolutionär und später Bürgermeister-Kandidat in Chicago, stieß im Sommer 1874 unerwartet im Salinenbad mit Reichskanzler Otto von Bismarck zusammen.
- 1874: José Lederer (1842–1895), ungarischer Opernsänger, stand während des Attentats auf Bismarck am 13. Juli 1874 in der jubelnden Menge und ergriff den Attentäter Eduard Kullmann.
- 1874: Adolf Wilhelm Kessler (1839–1895), Bankier in Paris, kam mit seiner irischen Ehefrau Alice Harriet Blosse-Lynch und seinem 6-jährigen Sohn Harry zur selben Zeit wie Bismarck nach Kissingen und logierte nebenan im „Hotel Holzmann“ (heute: „Hotel Bristol“). Der mit seinem Vater im Jahr 1881 in den Grafenstand erhobene Sohn Harry Graf Kessler kam noch einmal 22-jährig im Jahr 1891 als Vertreter der Leipziger Studentenschaft bzw. der Deutschen Studentenschaft zur Huldigung Bismarcks nach Bad Kissingen. Über seine Aufenthalte in der Kurstadt schrieb Graf Harry in seinem Buch „Gesichter und Zeiten“ (Gesammelte Schriften in drei Bänden, Band 1. Fischer Verlag, Frankfurt am Main 1988, ISBN 3-596-25678-X).
- 1875: Alfred Nobel (1833–1896), schwedischer Chemiker und Erfinder, besuchte in den 30 Jahren zwischen 1866 und 1896 nicht weniger als 17 verschiedene Kurorte in Deutschland, Frankreich, Schweiz, Italien und Österreich. Im August 1875 war er erstmals in Kissingen, kam aus seinem damaligen Wohnort Paris und logierte im Hotel „Bayerischer Hof“. Im Juli 1891 kam er ein zweites Mal. Auch andere einige Verwandte besuchten in späteren Jahren die Kurstadt, der bekannteste war sein Neffe Emanuel Nobel (1914).
- 1876: Herzogin de Castro, reiste Ende Juni aus Paris an in Begleitung des Grafen de la Tour en Voivre und eines Fräulein McShane nebst Dienerschaft (8 Personen). Sie wohnten im Hotel „Kaiser“.
- 1876: Maximilian Graf Coudenhove (1805–1889), Landkomtur des Deutschen Ordens, k.u.k. Feldmarschallleutnant, Mitglied des österreichischen Herrenhauses, reiste am 2. Juli mit Bedienung aus Wien an und logierte im Hotel „Kaiser“. Ein weiteres Mal kam er im Jahr 1888.
- 1876: August Velhagen (1809–1891), Buchhändler
- 1876: Andreas Achenbach (1815–1910), Landschaftsmaler
- 1877: Franz II. von Neapel-Sizilien (1836–1894), ehemals der letzte König beider Sizilien, Ehemann der bayerischen Herzogin Marie
- 1878: Elisabeth von Oldenburg (1826–1896), Großherzogin und Ehefrau des Großherzogs Peter von Oldenburg, logierte als „Gräfin Rastede“ ab 14. Mai im „Hotel Kaiser“; begleitet wurde sie von einem 7-köpfigen Gefolge.
- 1878: Viktor von Scheffel (1826–1886), deutscher Schriftsteller und Dichter, kam mindestens in den Jahren 1878, 1880, 1882 und 1883 in die Kurstadt und wohnte im Haus des Badearztes Oskar von Diruf (heute: Maxstraße 17). Während seines Aufenthalts im Jahr 1880 dichtete er: „Kissingen - lieblich Tal der Saale, hier spendet Zauberin Natur mit perlenreichem Sprudelstrahle den Quell Rakoczy und Pandur.“
- 1879: Alexander Konstantinowitsch Glasunow (1865–1936), russischer Komponist, kam als 14-Jähriger mit seinen Eltern nach Kissingen. In seiner Biografie schrieb er über das Kissinger Kurorchester.
- 1879: Heinrich Schliemann (1822–1890), der beim Badearzt Ignaz Ising zur Kur weilte, traf sich in Kissingen mit dem Reichskanzler Fürst Bismarck.
- 1880: Augusta von Mecklenburg-Strelitz (1822–1916), Großherzogin und Ehefrau des Großherzogs Friedrich Wilhelm von Mecklenburg-Strelitz, kam als „Gräfin von Schwerin“ mit Dienerschaft ins Hotel „Kaiserhof“.

### 1881 bis 1890

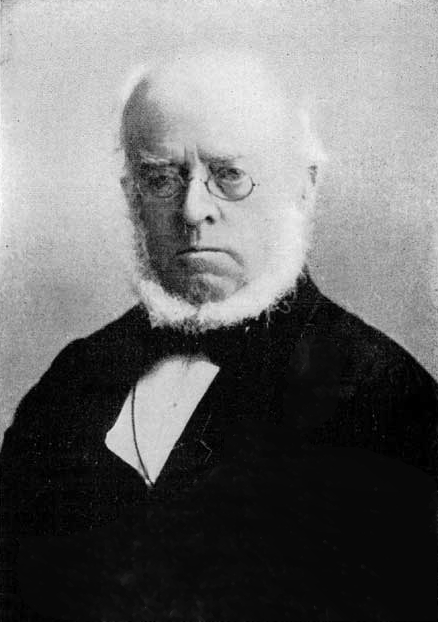
Adolph von Menzel

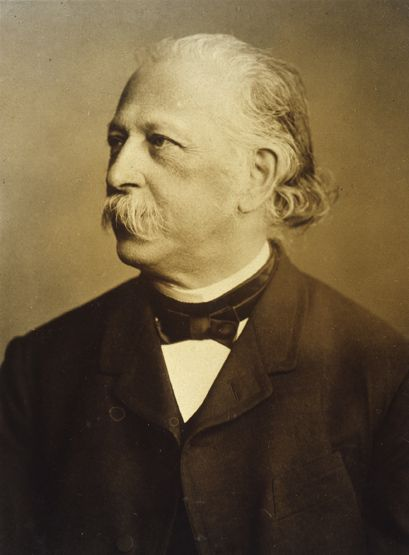
Theodor Fontane

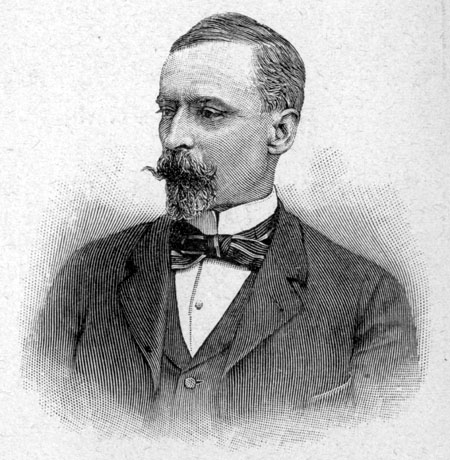
Henryk Sienkiewicz

- 1882: Alfred Prinz von Großbritannien und Irland (1844–1900), Herzog von Edinburgh, Herzog von Sachsen-Coburg-Gotha und Herzog zu Sachsen, Fürst von Henneberg, Sohn von Queen Victoria, besuchte das bei den Engländern sehr beliebte Kissingen.
- 1882: Jekaterina Michailowna Dolgorukowa (1847–1922), morganatische Witwe des russischen Zaren Alexander II., kam im Sommer mit ihren drei Kindern Georgi, Olga und Jekatarina zur Erholung.
- 1884: Max Liebermann (1847–1935), damals 37-jähriger Maler aus Berlin, trifft im Juli 1884 in Bad Kissingen seine Braut Martha Marckwald, die er zwei Monate später am 14. September heiraten wird. Martha war mit Mutter Ottilie Marckwald „mit Familie und Bedienung“ (4 Personen) am 13. Juli im „Grand Hotel garni“ (heute „Haus Collard“) zum Kuraufenthalt abgestiegen. Der Berliner Kunsthistoriker Max Osborn (1870–1946), der damals als junger Gymnasiast ebenfalls in der Kurstadt weilte, erinnerte sich später: „Plötzlich erscheint ein jüngerer Herr mit funkelnden Augen und dem dichtesten Buschwerk schwarzer Haare, der jeden Morgen auf der Brunnenpromenade der jungen Schönen einen großen Strauß Blumen überreichte. Das musste der designierte oder bereits ernannte Bräutigam sein.“
- 1884: Adolph von Menzel (1815–1905), Maler, kam in den Jahren 1884–1886, 1888–1890, 1893–1898 sowie 1900 und 1904. Mindestens in den Jahren 1886 (Ankunft am 15. Juli als Kurgast Nr. 5194), 1888 und 1889 sowie 1893 (Ankunft am 23. Juli als Kurgast Nr. 6994) wohnte er im Haus „Philipp Hailmann“ an der Kurhausstraße 3 (heute: Martin-Luther-Straße 9). Am 5. August 1889 durfte er das neu geschaffene „Goldene Buch“ der Kurstadt mit einem ganzseitigen Frontispiz eröffnen. Im Jahr 1895 verlieh ihm die Kurstadt an seinem 80. Geburtstag die Ehrenbürgerwürde; Menzel hatte etliche Kissinger Motive gemalt und gezeichnet, darunter Spaziergängerin am Springbrunnen im Kurgarten in Kissingen und Frühstücksbuffet der Feinbäckerei in Kissingen. Menzel verstand sich nach eigener Aussage als „Nicht-Kurgast“, um ungestört dem Frankenwein frönen zu können: Noch heute erzählt man sich von seinem Sturz in den Weinkeller der „Weinstube Schubert“, da Menzel, von Wein beseelt, auf dem Weg zur Toilette irrtümlich die falsche Tür geöffnet hatte. Ein Erker im ersten Stockwerk des „Rößner’s“ am Marktplatz heißt heute „Menzels-Eck“; hier saß er oft und schuf etliche Skizzen.[14]
- 1886: Die Neue Würzburger Zeitung meldete am 30. Mai die Ankunft neuer Kurgäste in den Tagen bis zum 28. Mai, darunter ein Fürst Obolensky aus Sankt Petersburg, der mit Ehefrau und Dienerschaft im „Königlichen Kurhaus“ abgestiegen sei; es könnte sich um den russischen Fürsten Leonid Nikolaiewitsch Obolenski (1843–1910) und seine Gemahlin Daria Ivanovna Schmidt (1850–1923) gehandelt haben.
- 1886: Arthur Baron von Mohrenheim (1824–1906), russischer Botschafter, kam aus Paris nach Bad Kissingen zur Kur, auch um hier vertrauliche Gespräche mit einem anderen bekannten Kurgast zu führen, dem deutschen Reichskanzler Otto von Bismarck. So meldeten am 23. Juli 1886 die Neuesten Mittheilungen: „Uebrigens ist dort (in Bad Kissingen) auch der russische Botschafter in Paris, Baron Mohrenheim, zur Kur und im Verkehr mit dem Reichskanzler.“
- 1888: Günther von Schwarzburg-Rudolstadt (1852–1925), regierender Fürst[15], reiste mit Dienerschaft an und belegte Zimmer in den beiden benachbarten Hotels „Kaiserhof“ und „Victoria“.
- 1888: Simon Blad (1818–1896), Rentier aus Berlin;[16] 1888 wurde ihm die Ehrenbürgerwürde verliehen: er war mit zweimaliger Unterbrechung seit 1848 jährlich Kurgast.
- 1889: Auguste Viktoria (1858–1921), letzte deutsche Kaiserin, war schon im Jahr 1876 erstmals in Kissingen zur Kur gewesen, kam diesmal am 28. Juni mit ihren Kindern und wurde vom Badearzt Alfred Sotier betreut. Prinz Eitel Friedrich feierte hier am 7. Juli seinen sechsten Geburtstag. Die „Neueste Mittheilungen“ vom 9. Juli 1889 berichteten darüber: „Von den Eltern erhielt er einen Pony, auf welchem er noch im Laufe des Tages für den kaiserlichen Vater photographirt wurde. Um den Geburtstagskuchen mit sechs Lebenslichtern lagen die Geschenke, darunter auch die ersten Schreibmaterialien. Die Damen von Kissingen übersandten durch den Badearzt der Kaiserin einen mit Zuckerwerk gefüllten Hampelmann und die Stadt Kissingen einen aus Blumen gebildeten Schlitten. Der Kaiser hatte seinem täglichen Telegramm einen Glückwunsch für das Geburtstagskind hinzugefügt. Die Kaiserin setzt ihre Kur in Kissingen mit gutem Erfolge fort.“
- 1889: Theodor Fontane (1819–1898), deutscher Journalist und Schriftsteller, war zwar schon einmal im Jahr 1867 als Kriegsberichterstatter in Kissingen gewesen, um über die Folgen des Deutschen Krieges in der Kurstadt zu recherchieren, doch erst in den Jahren 1889, 1890 und 1891 kam er mit seiner Ehefrau Emilie privat als Kurgast. Während seines letzten Aufenthalts schrieb er an seine Tochter: „Am 20. trifft Bismarck hier ein; hier ist er immer noch unentthronter Gott.“ Am 29. Juni 1890 hatte er seinem Sohn Friedrich geschrieben: „In das hiesige Berühmtheitenbuch habe ich mich vor ein paar Tagen einschreiben müssen, erst Menzel mit einem Bild, dann ich mit einem Vers auf Kissingen. Das Menzelbild taxiere ich auf wenigstens 500 Mark, meinen Vers auf 50 Pf.; das kennzeichnet die Stellung der Künste untereinander; die Reimerei, auch die gute, ist immer Aschenbrödel.“[17] Am 2. Juli 1889 schrieb er seiner Frau: „Die Langeweile ist kolossal, wenn ich nicht das Menschenbeobachten zu einer lehrreichen Kunst ausgebildet hätte.“[18] Seine kleine Erzählung Eine Frau in meinen Jahren spielt in Bad Kissingen und hat auch den 1866 umkämpften Kapellenfriedhof zum Schauplatz. Sein Gedicht Berühmte Männer in Kissingen,[19] in dem er auch den Maler Adolph von Menzel und den Schriftsteller Leo Tolstoi als Bad Kissinger Kurgäste würdigt, beginnt mit den Versen:

„Im Sommer, wenn unter den Linden kein Lüftchen sich bewegt,
Da ist des Kaiserreichs Schwerpunkt nach Kissingen verlegt.
Denn Bismarck ist auch im Bade ein Recke mit wuchtigem Schritt,
Und schreibt er nur eine Depesche, dann zittert das Nachbarland mit.
Nun soll er dienstlich pausieren, wie's in Schwenningers Bulletin heißt,
Doch kommen die Diplomaten von überall angereist.
Viel schöne Damenherzen erobert der Fürst im Sturm.
Die Kurstadt ist ihm dankbar und baut ihm gewiß einen Turm.“
- 1889: Henryk Sienkiewicz (1846–1916), polnischer Schriftsteller und späterer Nobelpreisträger, reiste häufig innerhalb Europas, wohnte in Bad Kissingen im heutigen Haus Hartmannstraße 3.
- 1890: Anton Memminger (1846–1923), bayerischer Verleger, Autor und Politiker, schrieb im Jahr 1890: „Fürst Bismarck hat mich nach seiner Verabschiedung telegraphisch nach Bad Kissingen gerufen. Sofort nach meiner Ankunft empfing mich der Fürst, begrüßte mich und sprach mir seine Anerkennung 'für schneidigen und treffenden Artikel' aus, womit ich seine Entlassung umschrieben habe.“ Wann Memminger tatsächlich zum ersten Mal zur Kur nach Bad Kissingen kam, ist nicht bekannt. Sein Buch Kissingen – Geschichte der Stadt und des Bades (Würzburg 1923) wurde nicht jedenfalls nur mit „vorzüglichen Pressekritiken bedacht“, sondern „hat dem Verfasser, dem langjährigen Besucher und Verherrlicher des Saalebades, den Ehrenbürgerbrief der Stadt Kissingen[20] eingetragen“.

### 1891 bis 1900

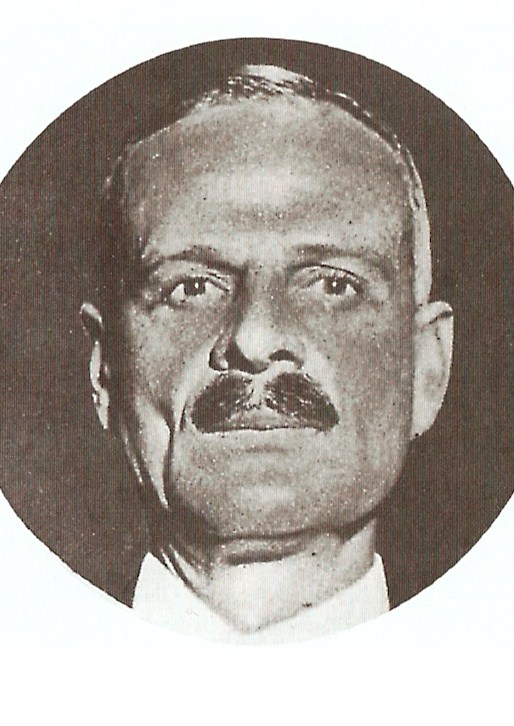
William Waldorf Astor

- 1892: Fred Miller, amerikanischer Brauereibesitzer aus Milwaukee, Sohn des Brauereigründers Frederick Miller der Miller Brewing Company.
- 1895: Louis Stern, wohlhabender jüdischer US-Unternehmer, war im Juli mit Ehefrau Lisette und Sohn Louis jun. in Bad Kissingen. Am 11. Juli kam es im Kursaal während einer Tanzveranstaltung zum Eklat, nachdem Stern vom stellvertretenden Badkommissär (stv. Kurdirektor) Assessor Baron von Thüngen aufgefordert worden war, den mit erst 15 Jahren noch zu jungen Sohn aus dem Kursaal zu schicken, und Stern sich weigerte. Der sich ausweitende Skandal mit Androhung von Ohrfeigen führte sogar zu diplomatischen Verwicklungen zwischen dem deutschen und dem US-Außenministerium. Noch im Mai 1896 kam es zu einem „scharfen Austausch zwischen Minister Olney und Baron von Thielmann“, über den die New York Times am 22. Mai berichtete. (vgl. Louis-Stern-Affäre)
- 1895: William Waldorf Astor, 1. Viscount Astor (1848–1919), britischer Unternehmer, der Urenkel des deutschen Auswanderers Johann Jakob Astor war (wohl) erstmals im Juli 1895 in Bad Kissingen und wurde dort Zeuge der Louis-Stern-Affäre (siehe oben); gemeinsam mit anderen Stern-Sympathisanten schickte er nach dem von US-Behörden aufmerksam beachteten Vorfall eine gemeinsame Protestnote an das bayerische Justizministerium. Im Juli 1910 traf er ein weiteres Mal mit Begleitung aus Hever Castle (Kent) in der Kurstadt ein.
- 1897: Julius Oppert (1825–1905), deutscher Altorientalist, erhält die Ehrenbürgerwürde für 25 Badbesuche
- 1897: Fürstin von Troubetskoy, reiste mit Bedienung aus St. Petersburg an (2 Personen). Beide logierten im Hotel Kaiserhof Victoria.
- 1897: Thakore Saheb von Mori, Maharadscha in Indien, kam am 1. September mit Herrn Gokal und Kurien aus Kathiawar in Indien. Die Herrschaften logierten in den beiden Hotels „Kaiserhof“ und „Victoria“.
- 1897: Xu Jingcheng (1845–1900), kaiserlich chinesischer Diplomat
- 1898: Paul Heyse (1830–1914), erster deutscher Nobelpreisträger für Literatur, schrieb während seines Aufenthalts in Bad Kissingen an seiner Novelle „Ein Familienhaus“, deren Handlung stellenweise auch in Bad Kissingen spielt.
- 1898: Klara Ziegler (1844–1909), deutsche Schauspielerin
- 1898: Ernst Ritter von Possart (1841–1921), deutscher Schauspieler, Intendant des Münchener Hoftheaters
- 1898: Marie Valerie von Österreich (1868–1924), Tochter des österreichischen Kaiserpaars Franz Joseph und Elisabeth von Österreich (Sisi), besuchte mit ihrem Ehemann Erzherzog Franz Salvator von Österreich-Toskana ihre Eltern in Kissingen.
- 1898: Katharina Schratt (1853–1940), österreichische Schauspielerin und „heimliche“ Geliebte von Sisis Ehemann Kaiser Franz Joseph I., kam 1898 und noch einmal 1899 ins Kurbad. Sie war wie Kaiserin Sisi bei Alfred Sotier in Behandlung. Nach ihrer ersten Kur schrieb Kaiser Franz Joseph an Sisi: „Die Kissinger Kur schien ihr gut getan zu haben, obwohl sie Sotiers Weisungen nicht genau befolgte, …. Auch machte ihr Sotier … viele Vorwürfe, fand, dass sie ebenso wenig folgsam sei wie Du und sagte, dass sie eine Kaiserin Nr. 2 sei!“

### 1901 bis 1910
- 1901: Wilhelm Merkel (1833–1920), Hofrat, Frauenarzt aus Erlangen, wohnte im Sanatorium Ulrichs Gartenvilla in der Frühlingstraße 1.
- 1902: Nikola I. von Montenegro (1841–1921), Fürst von Montenegro, kam in den Jahren 1902 und 1903 zur Kur.
- 1903: Pawel Alexandrowitsch Romanow (1860–1919), russischer Großfürst, sechster Sohn von Zar Alexander II., kam in den Jahren 1903 bis 1911 mehrfach nach Bad Kissingen, gemeinsam mit seiner morganatischen zweiten Ehefrau Olga Prinzessin Paley (1865–1929) und Sohn Prinz Wladimir (1897–1918).
- 1903: Alfred von Kiderlen-Waechter (1852–1912), deutscher Diplomat und seit 1910 Leiter des Auswärtigen Amtes, wohnte in der Villa Germania in der Bismarckstraße. Er kam auch 1908 sowie 1910–1912 zur Kur nach Bad Kissingen. Während seiner Aufenthalte 1911 und 1912 führte er in der Kurstadt Verhandlungen mit ausländischen Botschaftern und betrieb von hier aus deutsche Politik.
- 1906: Gustav Graf von Blome (1829–1906), deutschstämmiger Diplomat in österreichischen Diensten und Mitglied des österreichischen Herrenhauses, stieg lt. Kurliste „mit Fräulein Tochter und Bedienung“ am 10. Juli im Königlichen Kurhaus ab. Schon bei seiner Ankunft war Blome schwer krank. Ab 15. August kamen seine Ehefrau als auch wenige Tage später seine Söhne, um vom Sterbenden Abschied zu nehmen. Blome verstarb nur fünf Wochen nach Ankunft in Bad Kissingen am 24. August um 3 Uhr früh. Seinem Wunsch entsprechend wurde er am Sterbeort begraben; noch heute ist sein Grab auf dem Kapellenfriedhof der Kurstadt zu besichtigen.
- 1907: Ferdinand Graf von Zeppelin (1838–1917), deutscher General und Luftschiffkonstrukteur, genannt „der Alte vom Bodensee“; auf seine Anordnung soll ein Zeppelin über seinem Kurheim „Diana“ einen Sack Post abgelassen haben.
- 1908: Christian von Schleswig-Holstein (1831–1917), Prinz von Schleswig-Holstein, erhielt 1908 die Ehrenbürgerwürde für 20 Badbesuche
- 1909: Franz Freiherr von Ringhoffer (1844–1909), österreichischer Großindustrieller und Großgrundbesitzer in Böhmen, Mitglied des Herrenhauses des österreichischen Reichsrats, verstarb während seines Kuraufenthalts in Bad Kissingen an den Folgen eines Nierenleidens. Überführung des Leichnams nach Prag.
- 1910: Vladimir Nabokov (1899–1977), russisch-amerikanischer Schriftsteller, Literaturwissenschaftler und Schmetterlingsforscher. Der erst Jahrzehnte später (1955) durch seinen Roman „Lolita“ weltbekannt gewordene Schriftsteller hielt sich von Herbst 1910 bis Januar 1911 als 11-Jähriger mit Eltern und Bruder in der Kurstadt auf und pflegte hier sein Hobby der Lepidopterologie (Schmetterlingskunde). Nabokov schrieb darüber in seinen Memoiren:[21] Bald fand ich heraus, dass ein Lepidopterologe, der seiner stillen Suche nachgeht, in anderen Wesen leicht seltsame Reaktionen auslöst. Wie oft, wenn es zu einem Picknick ging und ich verlegen versuchte, meine bescheidenen Gerätschaften unbemerkt in den nach Teer riechenden Char-à-Bancs (ein Teerpräparat sollte die Fliegen von den Pferden fernhalten) oder in das nach Teer riechende Opel-Cabriolet (so roch Benzin vor vierzig Jahren) hineinzuschmuggeln, bemerkte irgendeine Cousine oder Tante: „Musst du dieses Netz da wirklich mitnehmen? Kannst du dich nicht wie ein normaler Junge beschäftigen? Findest du nicht, dass du allen den Spaß verdirbst?“ Gerade als ich im Begriffe stand, in der Nähe eines Wegweisers NACH BODENLAUBE bei Bad Kissingen in Bayern meinen Vater und den majestätischen alten Muromzew (der vier Jahre vorher, 1906, Präsident des ersten russischen Parlaments gewesen war) auf einen langen Spaziergang zu begleiten, wandte dieser mir, einem verletzlichen Elfjährigen, sein marmornes Haupt zu und sagte mit seiner berühmten Feierlichkeit: „Komm auf jeden Fall mit, aber jage keine Schmetterlinge, Kind. Es stört den Rhythmus des Spaziergangs.“ Dieselbe Szene findet man in W. G. Sebalds Buch „The Emigrants“.[22] Darin wird aus den Memoiren der Luisa Ferber zitiert, geborene Landsberg aus Steinach, Mutter des Emigranten und Künstlers Max Ferber in Manchester, die eines Tages in Bad Kissingen zwei seriöse russische Herren und einen kleinen Jungen bemerkte: „….. two very refined Russian gentlemen, one of whom (who looked particularly majestic) was speaking seriously to a boy of about 10 who had been chasing butterflies and had lagged so far behind that they had had to wait for him.“ Im Januar 1911 reiste Nabokov mit seinem Erzieher Filip Zelenski nach Berlin und logierte die nächsten drei Monate im Hotel Adlon.
- 1910: Sergei Andrejewitsch Muromzew (1850–1910), russischer Rechtswissenschaftler, Präsident der ersten Staatsduma im zarischen Russland (1906), hielt sich im Herbst des Jahres zusammen mit der Familie Nabokov in Bad Kissingen auf. Nur wenige Tage später starb er Mitte Oktober in Moskau.
- 1910: Christian Sandrock (1862–1924), deutscher Maler und Schriftsteller, Bruder der bekannten Schauspielerin Adele Sandrock, kam erstmals im Jahr 1910 zur Uraufführung seines Theaterstücks „Jeanne“ nach Bad Kissingen, danach noch mehrere Male zur Kur und starb 1924 während eines solchen Kuraufenthalts.
- 1910: Henning August Graf von Arnim-Schlagenthin (1851–1910), Mitglied der Reichskommission zur Enquete über Börsenwissenschaft und Ex-Ehemann der britischen Schriftstellerin Elizabeth von Arnim, starb während seines Kuraufenthalts am 20. August.

### 1911 bis 1920

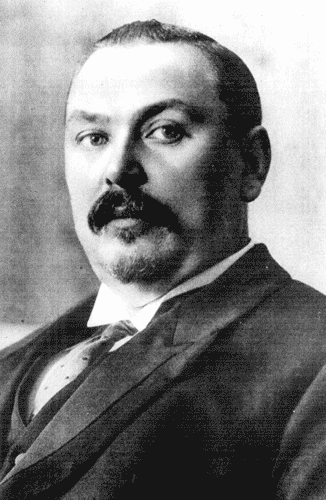
Louis Botha

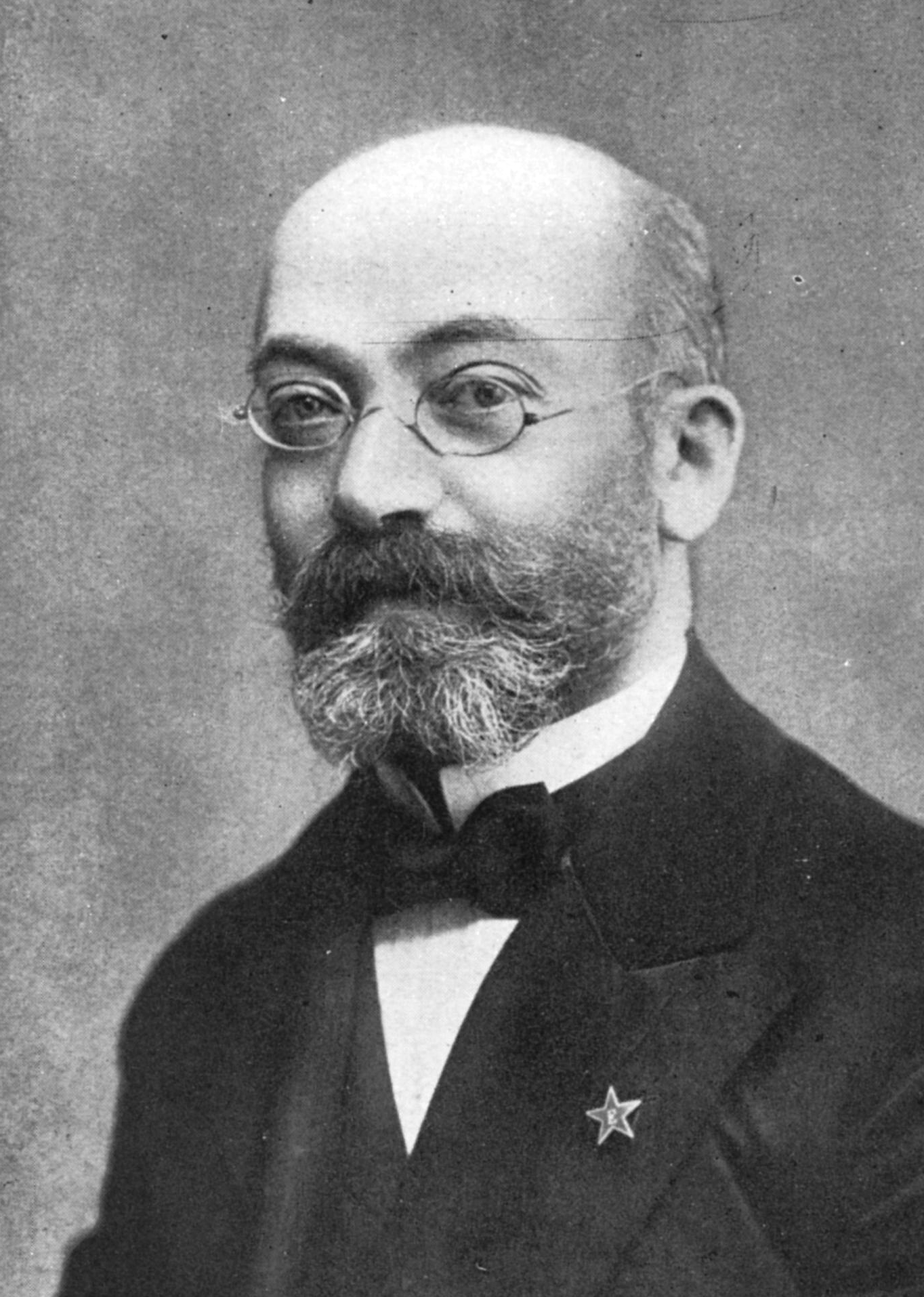
Ludwik Lejzer Zamenhof

- 1911: Robert Sterl (1867–1932), deutscher Impressionist.
- 1911: Louis Botha (1862–1919), erster Premierminister der Südafrikanischen Union, war mehrere Male in Bad Kissingen zur Kur. Am 18. Juli 1911 nahm er offiziell den neuen Bad Kissinger Golfplatz in Betrieb, der auf seine Anregung hin gebaut worden war.
- 1911: Jules Cambon, der französische Botschafter in Deutschland, traf sich in der Kurstadt mit Alfred von Kiderlen-Waechter, dem Leiter des Auswärtigen Amtes, während der Zweiten Marokkokrise zum politischen Gespräch
- 1911: Ludwik Lejzer Zamenhof (1859–1917), polnisch-jüdischer Augenarzt und Philologe, Erfinder der Kunstsprache „Esperanto“, kam erstmals im Juli 1911 zur Kur nach Bad Kissingen und logierte im Haus „Franconia“, Bismarckstraße 22, Ecke Schönbornstraße. An dieser Straßenecke befindet sich seit 1991 der Esperanto-Platz.
- 1911: Am 11. August 1911 trug sich Abbas Hilmi II. (1874–1944) ins Goldene Buch der Kurstadt ein; er war der letzte Khedive von Ägypten (1892–1914).
- 1912: George Bernard Shaw (1856–1950), irischer Dichter, traf am 4. August mit seiner Ehefrau und Bedienung aus London ein, zusammen mit der Schwägerin des Schriftstellers, Mrs. Hugh Cholmondeley aus Edstaston (Wem, Shropshire). Der Dichter hatte die beiden Schwestern nur begleitet und korrigierte hier die ersten Druckfahnen seines „Pygmalion“. Am 9. August schrieb er u. a.: „Ich habe ebenfalls von dem Wasser getrunken - einen Schluck nur, und der genügte mir für den Rest meines Lebens.“
- 1913: Michail Alexandrowitsch Romanow (1878–1918), russischer Großfürst, jüngerer Bruder des Zaren Nikolaus II., hielt sich mindestens in der Zeit vom 19. August bis 7. September 1913 in Bad Kissingen zur Kur auf.
- 1913: Karl Süssheim (1878–1947), deutscher Orientalist, logiert Mitte März im Königlichen Kurhaushotel.
- 1914: Emanuel Nobel (1859–1932), schwedisch-russischer Erdölmagnat, Neffe von Alfred Nobel, besuchte die Kurstadt erstmals im Jahr 1914, weitere Besuche sind 1923 und 1930 dokumentiert. Bei seinem letzten Besuch stiftete er dem Bad Kissinger Golfclub den „Emanuel-Nobel-Pokal“, um den noch heute (2008) gespielt wird.
- 1914: Alexei Alexejewitsch Brussilow (1853–1926), russischer General, war mit seiner Ehefrau zu Gast im „Hotel Fürstenhof“ bei Paul Sotier. Als er die Nachricht vom Tod (28. Juni 1914) des Thronfolgers Erzherzog Franz Ferdinand erhielt, reiste er ab, da sein Armeekorps an der österreichisch-ungarischen Grenze stand.
- 1914: Felix Felixowitsch Jussupow (kurz "Fürst Jussupow") aus Russland, hielt sich kurz vor Beginn des Ersten Weltkriegs (1. August 1914) im „Hotel Fürstenhof“ auf und wurde nach dem 2. August mit seiner Familie in Berlin festgenommen, wo es die ersten Ausschreitungen gegen Russen gegeben hatte. – Bereits im Jahr 1867 war ein Fürst Jussupow, Kammerherr des Zaren, nach Bad Kissingen gekommen.
- 1914: Gregor Schwartz-Bostunitsch (1883–?), deutsch-ukrainischer Autor, hielt sich gerade mit seinen Eltern im Hotel „Vier Jahreszeiten“ zur Kur auf (3 Personen), als der Erste Weltkrieg ausbrach. Man nahm ihn fest, hielt ihn mit rd. 500 anderen russischen Kurgästen aus Bad Kissingen auf der Plassenburg in Kulmbach gefangen und schob ihn später nach Russland ab. Mindestens ein weiteres Mal kam er zu einem Vortragsabend mit der örtlichen NSDAP am 5. Oktober 1926 in die Kurstadt.
- 1914: Henry John Heinz (1844–1919), amerikanischer Ketchup-Fabrikant deutscher Abstammung, hielt sich mehrere Male in Bad Kissingen zur Kur auf, nachweislich zuletzt im Jahr 1914. Bei Ausbruch des Ersten Weltkriegs durfte er sein Hotelzimmer nicht verlassen. Es gelang ihm aber dennoch zu entkommen und über Holland in die USA zurückzukehren. Dies war der letzte Deutschland-Besuch von Heinz.
- 1915: Gebhard von Blücher (1865–1931), 4. Fürst von Wahlstatt, kam im Juni des Kriegsjahres 1915 mit seiner englischen Gemahlin Evelyn zur Kur nach Kissingen. In ihrem 1920 auf Englisch und 1924 auf Deutsch veröffentlichten Tagebuch beschrieb diese u. a. auch das gesellschaftliche Kurleben der Kurstadt zu Weltkriegszeiten, in denen nicht nur die Gäste aus Russland und England ausblieben, und die „vaterländische Stimmung“.
- 1915: Heinrich Brunner (1840–1915), österreichischer Rechtshistoriker und Hochschullehrer, kam nach Bad Kissingen zur Kur, um Heilung von Gelbsucht und Magenleiden zu erhalten. Doch es war schon zu spät: Der international ausgezeichnete Gelehrte verstarb hier nach wenigen Tagen am 11. August 1915.
- 1915: Heinrich Mann (1871–1950), deutscher Schriftsteller, kam im Mai 1915 zur Kur nach Bad Kissingen, von wo aus er den Verlauf des Ersten Weltkriegs anhand von Münchner Zeitungen nachverfolgte, die ihm seine Ehefrau Mimi an die Saale schickte.
- 1916: Remus von Woyrsch (1847–1920), preußischer Generalfeldmarschall und Mitglied des Preußischen Herrenhauses, hielt sich als Generaloberst zur Kur im Kurhaus Aegir auf.
- 1916: Alfred Döblin (1878–1957), deutscher Schriftsteller und Psychiater kurierte zwischen Juli und August fast vier Wochen lang ein Magenleiden und stieß durch eine Anzeige der Gustav-Adolf Festspiele auf den Stoff für seinen Historienroman Wallenstein.
- 1918: Bernhard Hoetger (1874–1949), Bildhauer und Maler, schreibt am 28. Mai 1918 einen Brief aus dem Hotel Fürstenhof an Hermann Bahlsen in Hannover.
- 1918: Pauline Horson-Brügelmann (1858–1918), großherzoglich sächsische Kammersängerin, verheiratet mit Moritz Gottfried Brügelmann († 1920 in Bad Kissingen) aus der Fabrikantenfamilie der Textilfabrik Cromford, hatte sich in Bad Kissingen verlobt und war wohl auch in den Folgejahren mehrfach hier zur Kur gewesen. Denn sie hinterließ testamentarisch einen Betrag von 150.000 Mark zur Pflege und Gestaltung des Bad Kissinger „Ballinghains“, einer nach dem Kissinger Badearzt Franz Anton von Balling benannten Gartenanlage. Dem Ehepaar wurde 1922 zum Dank am „Finsterberg“ eine kleine Anlage mit Gedenkstein und Ruhebänken gewidmet.
- 1919: Walter Gropius (1883–1969), Architekt und seit April 1919 Direktor der Großherzoglich-Sächsischen Hochschule für Bildende Kunst in Weimar, Gründer des staatlichen Bauhauses, hielt sich in den Semesterferien (Juli/August) im Diätetischen Kurhaus des Arztes Ernst Marquardsen am Altenberg zur Kur auf.
- 1919: James Simon (1851–1932), deutscher Unternehmer und Finanzier, Förderer der Berliner Museen, einer der bedeutendsten Kunstmäzene seiner Zeit, hielt sich zur Kur im Sanatorium von Carl von Dapper auf. Auch später kam er wohl noch einige Male. Am 17. September 1931 feierte er seinen letzten, seinen 80. Geburtstag in der Kurstadt – nur acht Monate vor seinem Tod.
- 1920: Friedrich Baron von Falz-Fein (1863–1920), deutsch-russischer Großgrundbesitzer, Gründer des Naturschutzgebietes Askanija-Nowa (Ukraine), war im Juli auf Empfehlung seines Arztes aus Berlin zur Kur nach Bad Kissingen gekommen, um einen Schwächeanfall auszukurieren. Während einer Droschkenfahrt zum Sanatorium von Carl von Dapper-Saalfels versagte sein Herz. Am 2. August 1920 starb er während seines Kuraufenthalts aus Kummer über den Verlust seines „Märchenlandes“ Askania-Nowa, so die Überlieferung. Sein Leichnam wurde zur Beisetzung nach Berlin überführt.[23]

### Ab 1921
- 1921: Karl Roensch (1858–1921), Fabrikbesitzer, verstarb während seiner Kur in Bad Kissingen am 16. Juni an einem Herzschlag.
- 1927: Hermine von Schönaich-Carolath (1887–1947), zweite Ehefrau des letzten deutschen Kaisers Wilhelm II., war in ärztlicher Behandlung bei Paul Sotier. Bei späteren Kuraufenthalten logierte sie im Sanatorium von Dapper.
- 1927: Ralph Benatzky (1884–1957), österreichischer Komponist, gab mit seiner zweiten Ehefrau, der Diseuse und Chansonnière Josma Selim (1886–1929), im Kurtheater einen Chanson-Abend und blieb anschließend zur Kur.
- 1928: Alfred Meyer-Waldeck (1864–1928), deutscher Vizeadmiral und letzter Gouverneur des deutschen Schutzgebietes Kiautschou verstarb am 25. August während seines Kuraufenthaltes in Bad Kissingen.
- 1931: Michael Nassatisin (1876–1931), Großkaufmann und Philanthrop aus London, Kurgast im „Grandhotel Victoria und Kaiserhof“, verstarb nur eine Woche nach seiner Ankunft am 9. August im Alter von nur 54 Jahren. Sein Leichnam wurde zunächst am 14. August in Bad Kissingen beigesetzt, bald darauf aber nach London überführt.
- 1933: Alfred Hugenberg (1865–1951), Unternehmer und Politiker, hielt sich Anfang September zur Kur auf.
- 1934: Richard Strauss (1864–1949), Komponist, kam im Mai mit Ehefrau Pauline zum ersten Mal in die Kurstadt ins Sanatorium Carl von Dapper in der Menzelstraße 21. Damals bedankte er sich bei Badkommissar Rudolf Conrath für das schöne Festkonzert im Großen Saal des Regentenbaus anlässlich seines 70. Geburtstages. Bis 1936 kam Strauss zweimal pro Jahr. In den Jahren 1939 und 1940 kam das Ehepaar nochmals zur Kur. Immer logierte es im königlichen Kurhaushotel. Während dieser Kuraufenthalte komponierte Strauss Teile seines Alterswerkes.[24]
- 1935: José de Legorburu y Domínguez-Matamoros (1882–1935), spanischer Major, Schriftsteller, Dichter und Flugpionier, starb während seines Kuraufenthalts in Bad Kissingen.
- 1936: Hans Pfundtner (1881–1945), Staatssekretär im Reichsinnenministerium und maßgeblicher Verfasser der Nürnberger Gesetze, beklagt sich als Gast im Kurhaushotel mit Schreiben vom 30. August beim bayerischen Ministerpräsidenten über jüdische Kurgäste in Bad Kissingen.
- 1951: Oscar Straus (1870–1954), österreichischer Operettenkomponist, kam damals direkt aus New York City in die Kurstadt.
- 1954: Theodor Heuss (1884–1963), Präsident der Bundesrepublik Deutschland, kam im April des Jahres mit seinem Sohn zum ersten Mal in die Kurstadt, das zweite Mal im Mai/Juni 1955. Hier begann er seine „Tagebuchbriefe 1955–1963“.
- 1959: Franz Josef Strauß (1915–1988), kam als damaliger Bundesminister der Verteidigung mit Ehefrau Marianne für vier Wochen zur Kur ins „Hotel Altenberg“.
- 1963: Heinrich Lübke (1894–1972), Präsident der Bundesrepublik Deutschland, kam insgesamt zehnmal in die Kurstadt. Während seines Kuraufenthalts im Jahr 1966 empfing er hier mit seiner Ehefrau Wilhelmine Lübke das thailändische Königspaar Bhumibol Adulyadej und Sirikit. Während seines Kuraufenthalts 1964 traf er sich in Bad Kissingen mit Herbert Wehner (SPD), bei der sich beide auf Lübkes Wiederwahl zum Bundespräsidenten am 1. Juli einigten und für eine Große Koalition aussprachen.
- 1961: Adolf Schoyer (1872–1961), Industrieller und jüdischer Gemeinde- und Verbandsvorsitzender, verstarb während eines Kuraufenthalts in Bad Kissingen.
- 1980: Karl Carstens (1914–1992), Bundespräsident, stattet Bad Kissingen im Rahmen seiner Deutschland-Wanderung am 29. Dezember 1980 einen Besuch ab.[25]

### Ab 2000
- um 2010: Arno Lustiger (1924–2012), deutscher Historiker und Autor, kam in seinen letzten Lebensjahren regelmäßig aus Frankfurt am Main nach Bad Kissingen und wohnte in der Promenadestraße in einer Privatwohnung.

## Berühmte Kurgäste in der Stadt Bad Kissingen (ohne Jahresangabe, Auswahl)
- Im Sanatorium des Badearztes Carl von Dapper logierten unter anderen die Prinzen Erich von Thurn und Taxis (1876–1952) und sein jüngerer Bruder Alexander von Thurn und Taxis (1881–1937) von Schloss Lautschin (Böhmen), Großfürst Michael N. Romanow und sein Sohn Großfürst Georgi M. Romanow, Großherzog Friedrich August II. von Oldenburg und dessen Tochter Herzogin Sophie Charlotte von Oldenburg, der Bankier Robert Pferdmenges (Finanzberater von Bundeskanzler Adenauer), Filmbösewicht Akim Tamiroff, der Verleger Friedrich Arnold Brockhaus (der Jüngere), der Industrielle Paul Silverberg und auch Modeschöpfer Heinz Oestergaard.
- Bei Ignaz Ising wohnte u. a. der Klavierfabrikant Julius Ferdinand Blüthner. Zur erlesenen Kundschaft des Bad Kissinger Hoffotografen Jacques Pilartz gehörten Kronprinz Friedrich (der spätere Kaiser Friedrich III.), Herzog Ernst von Sachsen-Altenburg, Prinzregent Albrecht von Braunschweig und Max von Pettenkofer.
- Außerdem waren in Bad Kissingen zur Kur: der Berliner Schauspieler Karl Helmerding, der russische Komponist Michail I. Glinka, der St. Petersburger Hofarchitekt Viktor Schröter, der als häufiger Kurgast unentgeltlich in der Zeit 1897/1898 die Pläne zur russisch-orthodoxen Kirche in Bad Kissingen (1898) entworfen hat, der Dramatiker und Schriftsteller Carl Hauptmann ….. und viele andere mehr.